# Lijst van liedjes in Nederlands volkslied
Dit is de lijst van liedjes in de liedbundel Nederlands volkslied. De bundel is samengesteld door Jop Pollmann (1902-1972) en Piet Tiggers (1891-1968). Het liedboek verscheen voor het eerst in 1941, werd 19 keer herdrukt (laatste druk 1977), waarbij ongeveer een half miljoen exemplaren van de bundel werden verkocht.
In onderstaande lijst zijn liederen opgenomen die in deze liedbundel hebben gestaan. In de lijst worden drie edities met elkaar vergeleken: de uitgaven van 1941 (1e druk), 1956 (10e druk) en 1977 (19e druk). De incipit en titel zijn overgenomen uit de oudst mogelijke druk.
De liedjes staan in de tabel alfabetisch op incipit (beginregel). Door echter op het driehoekje bovenaan een kolom te klikken, kan de lijst naar keuze ook alfabetisch op bijvoorbeeld auteur of componist worden gerangschikt. Door op de kolom van de 1e, 10e of 19e druk te klikken, ontstaat een overzicht van de opgenomen liederen in die betreffende druk (op de volgorde van de uitgave) én van de liederen die niet in die druk voorkomen (op alfabetische volgorde).

## Gebruikte edities
- PollmannTiggers1941

Nederland's volkslied. Liederen en canons verzameld door Jop Pollmann en Piet Tiggers. De Toorts, Haarlem, 1941 (1e druk). Met muzieknotatie, 186 liederen.
- PollmannTiggers1956

Nederlands volkslied. 282 Nederlandse liederen en canons verzameld en bewerkt door Jop Pollmann en Piet Tiggers. De Toorts, Haarlem, 1956 (10e druk). Met muzieknotatie, 282 liederen.
- PollmannTiggers1977

Nederlands volkslied. Liederen en canons verzameld door Jop Pollmann en Piet Tiggers. De Toorts, Haarlem, 1977 (19e, herziene druk). Met muzieknotatie en bronvermeldingen.

## Liedjes inNederlands volkslied
| Beginregel                                                                                                | Titel                                      | Auteur               | Componist           | bladzijde           | bladzijde           | bladzijde           | Bron | Bijz. |
| Beginregel                                                                                                | Titel                                      | Auteur               | Componist           | 1941 (1e druk)      | 1956 (10e druk)     | 1977 (19e druk)     | Bron | Bijz. |
| --- | ------------------------------------------ | -------------------- | ------------------- | ------------------- | ------------------- | ------------------- | --- | --- |
| Ain boer wol noar zien noaber tou, / hai, boer, hai                                                       | Ain boer wol noar zien noaber tou          | zzz ain              |                     | 193                 | 226                 | 261                 | J. Kunst, Het levende lied van Nederland (1947) en P. Groen, ’t Grunneger Zangbouk (1958) | |
| Al onder de weg van Maldegem / Daar zat een wuf en spon                                                   | Al onder de weg van Maldegem               | zzz ala              |                     | 999 alon            | 368                 | 999 alon            | | |
| Al van de droge haring willen wij zingen / Ter ere van zijn kopje willen wij springen                     | Al van de droge haring                     | zzz alb              |                     | 999 alvande         | 190                 | 280                 | E. de Coussemaker, Chants populaires des Flamands de France (1856) | |
| Alle die willen naar Island gaan / Om kabeljauw te vangen                                                 | Alle die willen naar Island gaan           | zzz allea            |                     | 32                  | 36                  | 252                 | E. de Coussemaker, Chants populaires des Flamands de France (1856) | |
| Alle mijn gepeis doet mij zo wee / Wien zo zal ik klagen mijn verdriet                                    | Alle mijn gepeis doet mij zo wee           | zzz alleb            |                     | 999 allemijn        | 999 allemijn        | 152                 | Antwerps liedboek. Bron melodie: Souterliedekens (1559). | |
| Alleluja, de blijden toon / Alleluja                                                                      | Alleluja, de blijden toon                  | zzz allel            |                     | 999 allelujade      | 101                 | 130                 | Nederlands Volkslied Archief | |
| Als de groote klokke luidt, de klokke luidt, / De Reuze komt uit                                          | Als de groote klokke luidt                 | zzz alsd             |                     | 235                 | 167                 | 286                 | E. de Coussemaker, Chants populaires des Flamands de France (1856) en J.F. Willems, Oude Vlaemsche liederen (1848) | |
| Als d' herders hun schaapjes bewaakten, zo scheen / De stralen te dalen op d' aarde beneên                | Als d' herders hun schaapjes bewaakten     | zzz alsh             |                     | 999 alsdher         | 60                  | 999 alsdher         | | |
| Als de rombom heeft geslagen / Dat wij marcheeren moeten gaan                                             | Als de rombom heeft geslagen               | zzz alsr             |                     | 202                 | 234                 | 264                 | J. Kunst, Terschellinger volksleven (1951) | |
| Als wij soldaten t'saam te velde gaan / Trompetten, trommelen zeer lustig slaan                           | Als wij soldaten                           | zzz alsw             |                     | 23                  | 345                 | 999 alswij          | | |
| Anne Marie, waar ga je naar toe / 'k Ga naar de kaaie om netten te naaien                                 | Anne Marie, waar ga je naar toe?           | zzz anne             |                     | 185                 | 219                 | 999 anne            | | Zie ook: Wel Anne-Marieken |
| Annemarieke van Vormezele / En zij stoeg met potjes te mert                                               | Annemarieke van Vormezele                  | zzz annm             |                     | 999 annem           | 370                 | 999 annem           | | |
| Arend Pieter Gijzen met Miewes, Jaap en Leen / en Klaasjen en Kloentjen, die trokken t' zamen heen        | Arend Pieter Gijzen                        | zzz are              |                     | 999 arend           | 999 arend           | 258                 | G.A. Bredero, Groot lied-boeck (1622). Bron melodie: G. de Coster, Den blompot (1614). | |
| Arge winter, gij zijt koud / vergangen is ons 't groene woud                                              | Arge winter, gij zijt koud                 | zzz arg              |                     | 999 arge            | 999 arge            | 149                 | Antwerps liedboek. Bron melodie: Handschrift pater Werlin (1640). | |
| Begeertens lust baart altijd kwaad / In goddelooze menschen                                               | Begeertens lust baart altijd kwaad         | Valerius             |                     | 20                  | 20                  | 999 begeer          | | |
| Bobbejaan klim die berg so haastig en so lustig, Bobbejaan                                                | Bobbejaan klim die berg                    | zzz bob              |                     | 999 bob             | 356                 | 999 bob             | | Zuid-Afrikaans |
| Christe, du biste licht ende dach; / Voor di sich niemant verberghen mach                                 | Christe, du biste licht ende dach          | zzz chra             |                     | 104                 | 104                 | 999 christe         | | |
| Christus is opgestanden, / Al van de Joden hun handen                                                     | Christus is opgestanden                    | zzz chrb             |                     | 92                  | 96                  | 128                 | Nederlands Volkslied Archief | Paaslied |
| Curaçao, 'k heb jou zoo menigmaal bekeken, / Maar al jou looze streken                                    | Curaçao                                    | zzz cur              |                     | 246                 | 268                 | 262                 | De vroolijke speelpop (1730). Bron melodie: P. Groen, ’t Grunneger Zangbouk (1958). | |
| Daar boven uit het vensterke, / Daar lag een mooi meisje fijn                                             | Daar boven uit het vensterke               | zzz daarb            |                     | 166                 | 212                 | 238                 | J. Kunst, Het levende lied van Nederland (1947). Bron melodie: Veurman en Bax, Liederen en dansen uit West-Friesland (1944). | |
| Daar ging een meid om water uit, / Om water wel alzoo laat                                                | Daar ging een meid om water uit            | zzz daarg            |                     | 216                 | 183                 | 999 daargingeenm    | | |
| Daar gingen twee gespeelkens goed / Zoo verre aan geen groen heide                                        | Daar gingen twee gespeelkens               | zzz daarh            |                     | 138                 | 160                 | 158                 | Antwerps liedboek. Bron melodie: Souterliedekens (1540). | |
| Daar is een kindje geboren / Op't toppeltje van't huis                                                    | Daar is een kindje geboren                 | zzz daari            |                     | 257                 | 278                 | 281                 | E. de Coussemaker, Chants populaires des Flamands de France (1856) | |
| Daar kwam een muis gelopen / een muis van alle gelijk                                                     | Daar kwam een muis gelopen                 | zzz daark            |                     | 999 daarkwameenmuis | 999 daarkwameenmuis | 312                 | J. Bols, Honderd oude Vlaamse liederen (1897) | |
| Daar kwam eenen boer van Zwitserland, / Kadee, kadolleke keda                                             | Daar kwam eenen boer van Zwitserland       | zzz daarl            |                     | 232                 | 259                 | 268                 | | |
| Daar kwamen drie koningen met een sterr', / Nu wiegen, nu wiegen, nu wiegen al wij                        | Daar kwamen drie koningen met een sterr'   | zzz daarm            |                     | 78                  | 84                  | 110                 | E. de Coussemaker, Chants populaires des Flamands de France (1856) | Driekoningenlied |
| Daar nu het feest van Pasen is / Wij zingen van Heer Jesu Christ                                          | Daar nu het feest van Pasen is             | zzz daarn            |                     | 999 daarnu          | 100                 | 131                 | Nederlands Volkslied Archief | Paaslied |
| Daar staat een klooster in oostenrijk / Het is zoo wel gesierd                                            | Daar staat een klooster in Oostenrijk      | zzz daars            |                     | 132                 | 138                 | 166                 | Antwerps liedboek. Bron melodie: Souterliedekens (1540). | |
| Daar vaart een man op zee, / Daar vaart een man op die mosselzee                                          | Daar vaart een man op zee                  | zzz daarv            |                     | 247                 | 270                 | 320                 | R. Ghesquiere, Meezennestje | |
| Daar was e wuf die spon / Al op een houten spinnewiel                                                     | Daar was e wuf die spon                    | zzz daarwa           |                     | 196                 | 231                 | 284                 | E. de Coussemaker, Chants populaires des Flamands de France (1856) | |
| Daar was een sneeuwwit vogeltje, / daar was een sneeuwwit vogeltje                                        | Daar was een sneeuwwit vogeltje            | zzz daarwb           |                     | 122                 | 126                 | 214                 | J.F. Willems, Oude Vlaemsche liederen (1848) en Handschrift Weimar (1537). Bron melodie: E. de Coussemaker, Chants populaires des Flamands de France (1856)                                                                             | |
| Daar was eens een mannetje, dat was niet wijs                                                             | Daar was eens een mannetje                 | zzz daarwc           |                     | 999 daarwaseens     | 243                 | 999 daarwaseens     | | |
| Daar was laatst een meisje loos, / Die wou gaan varen, Die wou gaan varen                                 | Daar was laatst een meisje loos            | zzz daarwd           |                     | 186                 | 184                 | 226                 | Het vroolijke bleekersmeisje (1810). Bron melodie: D. de Lange, Nederlandsch volksliederenboek (1900). | |
| Daar was lestmaal een kwezelken, die 't al wil verstaan, / Die ware toch zoo geerne naar den hemel gegaan | Daar was lestmaal een kwezelken            | zzz daarwe           |                     | 236                 | 262                 | 292                 | F. van Duyse, Het oude Nederlandsche lied (1903-08) | |
| Daar zat nen uil en spon / al op e zilvren wegeltje                                                       | Daar zat nen uil en spon                   | zzz daarza           |                     | 999 daarzat         | 999 daarzat         | 314                 | ’t Daghet in de Oosten IV (1891) | |
| Daar zou een meisje gaan halen wijn / het was 's avonds alzo late                                         | Daar zou een meisje gaan halen wijn        | zzz daarzo           |                     | 999 daarzoueen      | 999 daarzoueen      | 164                 | De vroolijke speelpop (1730). Bron melodie: Souterliedekens (1540). | |
| Dat ruyterken inder schuren lag, / Van lirum lappum                                                       | Dat ruyterken inder schuren lag            | zzz dat              |                     | 178                 | 999 datruyt         | 999 datruyt         | | |
| De boom die stond in't aardrijk, / Hij groeide al zoo schoon                                              | De boom die stond in 't aardrijk           | zzz deboo            |                     | 210                 | 246                 | 999 deboom          | | |
| De boer had maar ene schoen: weinig, genoeg, genoeg, genoeg                                               | De boer had maar ene schoen                | zzz deboe            |                     | 999 deboer          | 348                 | 270                 | J. Kunst, Het levende lied van Nederland (1947) | |
| De engel komt van boven uit de locht / En heeft de herders eene maar gebrocht                             | De engel komt van boven uit de locht       | zzz deen             |                     | 74                  | 71                  | 999 deengel         | | Kerstlied |
| De koekoek die op zijn tuinpaal zat                                                                       | De koekoek die op zijn tuinpaal zat        | zzz dekoea           |                     | 999 dekoek          | 999 dekoek          | 248                 | Veurman en Bax, Liederen en dansen uit West-Friesland (1944) | |
| De koekoek op de toren zat                                                                                | De koekoek op de toren zat                 | zzz dekoeb           |                     | 999 dekoekoekop     | 168                 | 999 dekoekoekop     | | |
| De krepelaar ging wandelen / En hij nam er Ballotje mee                                                   | De krepelaar ging wandelen                 | zzz dekre            |                     | 999 denkrep         | 157                 | 310                 | E. de Coussemaker, Chants populaires des Flamands de France (1856) | |
| De minne die in mijn hartje leit / En zal niet einden noch sterven                                        | De minne die in mijn hartje leit           | G.A. Bredero         |                     | 115                 | 119                 | 188                 | G.A. Bredero, Groot lied-boeck (1622). Bron melodie: Het prieel der gheestelijkcke melodie (1614). | |
| De vastenavond die komt an / Wij zingen: ho man ho                                                        | De vastenavond die komt an                 | zzz deva             |                     | 218                 | 140                 | 116                 | Tweede Delfs Dupidoos schighje (1656). Bron melodie: Oude en nieuwe Hollantse boeren lieties (1710). | Vastenavondlied |
| Den uyl, die op den peerboom zat / En boven zijn hoofd daar zat er een kat                                | Den uyl                                    | zzz denu             |                     | 208                 | 186                 | 306                 | F. van Duyse, Het oude Nederlandsche lied (1903-08) | |
| Den winter is een onweerd gast / dat merk ik aan den dage                                                 | Den winter is een onweerd gast             | zzz denw             |                     | 999 denwinteris     | 999 denwinteris     | 150                 | Antwerps liedboek. Bron melodie: Souterliedekens (1540). | |
| Des winters als het regent, / Dan zijn de paadjes diep, ja diep                                           | Des winters als het regent                 | zzz desw             |                     | 174                 | 172                 | 222                 | Haarlems oudt liedt-boeck (1640). Bron melodie: J.F. Willems, Oude Vlaemsche liederen (1848). | |
| Die eerste vreucht, die ic ghewan, / Doet mi tot treuren comen                                            | Die eerste vreucht                         | zzz diea             |                     | 110                 | 115                 | 999 dieeerstev      | | |
| Die nachtegaal die zank een lied, / Dat leerde ik                                                         | Die nachtegaal die zank een lied           | zzz dieb             |                     | 114                 | 118                 | 172                 | Nieu Amstelredams liedtboec (1591). Bron melodie: Souterliedekens (1540). | |
| Die timmermans hebben een ambacht goed, / Zij hebben een ambacht vol eeren                                | Die timmermans hebben een ambacht goed     | Jop Pollmann         |                     | 36                  | 999 dietimmer       | 999 dietimmer       | Bron auteurschap: C. Idenburg-Kohnstamm, herdenkingsartikel in: Het Signaal (8, 1972), blz. 10; en tevens J. Vos, De spiegel der volksziel (1993), blz. 274.                                                                            | |
| Die winter is vergangen / Ik zie des meien schijn                                                         | Die winter is vergangen                    | zzz died             |                     | 999 diewinter       | 164                 | 174                 | Handschrift Weimar (1537). Bron melodie: Souterliedekens (1540). | |
| Die winter is vergangen, / Ik zie des meis virtuut                                                        | Die winter is vergangen                    | zzz diee             |                     | 150                 | 198                 | 202                 | Antwerps liedboek. Bron melodie: Het luitboek van Thysius (1600). | |
| Dientje, Dientje, je moet naar huis komen / want je man die is ziek                                       | Dientje, Dientje                           | zzz dien             |                     | 999 dientje         | 999 dientje         | 244                 | Nederlands Volkslied Archief | |
| Do, do, kindje van de minne / Slaap en doe je oogjes toe                                                  | Do, do, kindje                             | zzz dodo             |                     | 999 dodokin         | 51                  | 330                 | F. van Duyse, Het oude Nederlandsche lied (1903-08) en F.F. Delafaille, Geschiedenis van Mechelen (1900) | |
| Doen Dafne, d'overschone maagd / van Apollo haar vlucht nam ten bossewaart                                | Doen Dafne, d'overschone maagd             | zzz doe              |                     | 999 doendaf         | 999 doendaf         | 204                 | J.J. Starter, De Friesche lusthof, (1634) | |
| Draai de wieltjes nog eens om / klap eens in de handjes                                                   | Draai de wieltjes nog eens om              | zzz dra              |                     | 999 draai           | 999 draai           | 332                 | M. van Helden, Wij zijn rijk | |
| Drie schuintamboers, die kwamen uit het Oosten                                                            | Drie schuintamboers                        | zzz dri              |                     | 999 driesch         | 176                 | 240                 | | Naar het Frans |
| Dubbele Jan die zie de niemeer op de kermis staan / hij is er met zijn wagentje vandoor gegaan            | Dubbele Jan                                | zzz dub              |                     | 999 dubbel          | 999 dubbel          | 324                 | Den brembos (1950) | |
| Een kalemanden rok, / een wit mant'lijntjen d'rop                                                         | Een kalemanden rok                         | zzz eenka            |                     | 250                 | 273                 | 300                 | E. de Coussemaker, Chants populaires des Flamands (1856) | |
| Een kind geboren in Bethlehem / Verblijdt u alle, Jeruzalem                                               | Een kind geboren in Bethlehem              | zzz eenki            |                     | 999 eenkindg        | 328                 | 86                  | Handschrift Berlijn (15e eeuw). Bron melodie: S. Theodotus, Het paradijs der lof-sangen (1627). | Kerstlied |
| Een meisje, dat van Scheveningen kwam, / Sangejo                                                          | Een meisje dat van Scheveningen kwam       | zzz eenma            |                     | 176                 | 179                 | 224                 | F. van Duyse, Het oude Nederlandsche lied (1903-08) | |
| Een meisje moest om water gaan / om water moest zij gaan                                                  | Een meisje moest om water gaan             | zzz eenmb            |                     | 999 eenmeisjem      | 999 eenmeisjem      | 230                 | L. Lambrechts, Limburgse liederen (1936-37) | |
| Een oud mannetje wilde vrijen / Nooit en keek hij nederwaart                                              | Een oud mannetje wilde vrijen              | zzz eenoa            |                     | 999 eenoudm         | 156                 | 212                 | E. de Coussemaker, Chants populaires des Flamands de France (1856) | |
| Een oud pastoor die had een koe / Doch zij werd krank, ik weet niet hoe                                   | Een oud pastoor                            | zzz eenob            |                     | 999 eenoud          | 188                 | 999 eenoud          | | |
| Een ruitertje jong van jaren / Hij vrijde een meisje zoet                                                 | Een ruitertje jong van jaren               | zzz eenr             |                     | 999 eenrui          | 170                 | 999 eenrui          | | |
| Een seraphinse tonge / Mij nu wel dient voorwaar                                                          | Een seraphinse tonge                       | zzz eense            |                     | 999 eensera         | 326                 | 98                  | Het prieel der gheestelijcke melodie (1609) | |
| Eens had ik mijn wagen verhuurd en dat aan oude wijven                                                    | Eens had ik mijn wagen verhuurd            | zzz eensh            |                     | 999 eenshad         | 999 eenshad         | 311                 | J. van Vloten, Nederlandsche baker- en kinderrijmen (1894) | |
| Eens naderd' ons van Frankrijk's grens Een troep, / Zij eischten voor hun mager pens La soupe             | Eens naderde ons van Frankrijk's grens     | J.Th. van Rijswijck  |                     | 222                 | 999 eensna          | 999 eensna          | | |
| Egidius, waar bestu bleven? / Mij langt na dij, gezelle mijn                                              | Egidius, waar bestu bleven?                | zzz egi              |                     | 999 egid            | 999 egid            | 138                 | Gruuthuse handschrift (ca. 1400) | |
| En als er ons kindeke braaf zal zijn / Dan zullen wij zondag gaan wandelen                                | En als er ons kindeke                      | zzz enal             |                     | 999 enals           | 343                 | 328                 | | |
| En daar zat eenen uil en spon, willewon                                                                   | En daar zat eenen uil                      | zzz enda             |                     | 226                 | 254                 | 999 endaarzat       | | |
| En ik ben met mijn Catootje naar de Rozenstraat geweest / En zij kon maken wat zij zag                    | En ik ben met mijn Catootje                | zzz enik             |                     | 999 enikbenmet      | 256                 | 322                 | | naar Jan Hinnerk |
| En laat ons nu eens rondgaan, rondgaan / De mensen zouden denken, dat we slapen gaan                      | En laat ons nu eens rondgaan               | zzz enla             |                     | 999 enlaat          | 365                 | 999 enlaat          | | |
| En 's avonds is het goed / En 's avonds hebben wij geld bij hopen                                         | En 's avonds                               | zzz ensa             |                     | 999 ensav           | 279                 | 290                 | E. de Coussemaker, Chants populaires des Flamands (1856) en Handschrift Herentals (18e eeuw) | |
| Er is een kindetje geboren op d'aard, / Er is een kindetje geboren op d'aard                              | Er is een kindetje geboren                 | zzz eris             |                     | 60                  | 62                  | 104                 | Lootens en Feys, Chants populaires flamands (1879) | Kerstlied |
| Er kwam een boer van Leuven, van Leuven kwam een boer / Hij kwam Marieke tegen, Marieke zei bonjour       | Er kwam een boer van Leuven                | zzz erkw             |                     | 999 erkwam          | 191                 | 266                 | | |
| Er was een oorlogsschip / Dat was al op een duimpje na gezonken op een klip                               | Er was een oorlogsschip                    | zzz erwa             |                     | 224                 | 252                 | 318                 | D. de Lange, Nederlandsch volksliederenboek (1900) | |
| Gekwetst ben ik van binnen / Doorwond mijn hart zo zeer                                                   | Gekwetst ben ik van binnen                 | zzz gekw             |                     | 999 gekwet          | 112                 | 154                 | Handschrift Marigen Remen (1540). Bron melodie: Souterliedekens (1540). | |
| Geldeloos, je doet me pijn, / Al mijn vreugd doe je verdroogen                                            | Geldeloos, je doet me pijn                 | zzz geld             |                     | 34                  | 42                  | 999 gelde           | | |
| Gelukkig is het land, dat God de Heer beschermt                                                           | Gelukkig is het land                       | zzz gelu             |                     | 999 gelukkigis      | 22                  | 68                  | A. Valerius, Neder-landtsche gedenck-clanck (1626) | |
| Gildebroeders, maakt plezieren / Met muziek vroeg ende laat                                               | Sint Cecilia                               | zzz gil              |                     | 98                  | 108                 | 134                 | J. Bols, Honderd oude Vlaamse liederen (1897) | Sint Cecilia |
| 'k Heb mijn wagen volgeladen, vol met oude wijven / Toen ze op de marrekt kwamen, begonnen zij te kijven  | ’k Heb mijn wagen volgeladen               | zzz hebm             |                     | 231                 | 280                 | 999 hebmijn         | | |
| 'k Heb veel nachten lang gewaakt / Als een ander hield zijn rust                                          | ’k Heb veel nachten                        | Starter              |                     | 999 hebveel         | 122                 | 999 hebveel         | | |
| Heer Halewijn zong een liedekijn / Al wie dat hoorde wou bij hem zijn                                     | Heer Halewijn                              | zzz heerh            |                     | 999 heerhal         | 141                 | 180                 | J.F. Willems, Oude Vlaemsche liederen (1848) en E. de Coussemaker, Chants populaires des Flamands de France (1856) | |
| Heer, in Uwen name gaan wij t' zeil in zee                                                                | Heer, in Uwen name                         | zzz heeri            |                     | 999 heerinuw        | 40                  | 66                  | C.L. Denik, Het nieuw Maassluysche hoekertje (1755). Bron melodie: Den singende swaen (1664). | Druk 19 (1977) begint bij couplet Heer in uwe name heb ik hier de wacht.                                                                         |
| Heer Jesus heeft een hofken daar schoon bloemen staan; / Daarin zoo wil ik plukken gaan, 't is wel gedaan | Heer Jesus heeft een hofken                | zzz heerj            |                     | 102                 | 102                 | 62                  | Het prieel der gheestelijkcke melodie (1609) | |
| Helpt nu uzelf, zo helpt u God / Uit der tyrannen band en slot                                            | Helpt nu uzelf, zo helpt u God             | zzz hel              |                     | 999 helpt           | 26                  | 30                  | | |
| Herders, hij is geboren / In 't midden van den nacht                                                      | Herders, hij is geboren                    | zzz herd             |                     | 66                  | 68                  | 102                 | Liefde-vier in den kerstnacht (1669). Bron melodie: G. Bolognino, Den gheestelycken leeuwercker (1645). | Kerstlied |
| Here, kere van ons af uw vertorend aangezicht                                                             | Here, kere van ons af                      | zzz here             |                     | 999 herek           | 999 herek           | 34                  | A. Valerius, Neder-landtsche gedenck-clanck (1626) | |
| Het daget in den Oosten, / Het lichtet overal                                                             | Het daget in den Oosten                    | zzz hetda            |                     | 129                 | 134                 | 146                 | Antwerps liedboek. Bron melodie: Souterliedekens (1540). | |
| Het komt een schip geladen / Tot aan het hoogste boord                                                    | Het komt een schip geladen                 | zzz hetko            |                     | 999 hetkomt         | 46                  | 73                  | Handschrift Berlijn (15e eeuw). Bron melodie: Andernacher Gesangbuch (1608). | |
| Het paard van de waard in Bolsward / dat heeft maar ene tand                                              | Het paard van de waard                     | zzz hetpa            |                     | 999 hetpaard        | 999 hetpaard        | 272                 | Han van Koert | |
| Het regende zeer end' ik worde nat! / Bij mijnen lief was ik te nacht                                     | Het regende zeer                           | zzz hetre            |                     | 126                 | 137                 | 999 hetreg          | | |
| Het viel eens hemels douwe / Voor mijn liefs vensterkijn                                                  | Het viel eens hemels douwe                 | zzz hetvi            |                     | 148                 | 196                 | 198                 | Antwerps liedboek. Bron melodie: L. van Mechelen, Den bliiden requiem (1631). | |
| Het voer een maagdelijn over Rijn / tsavonds al in der maneschijn                                         | Het voer een maagdelijn over Rijn          | zzz hetvo            |                     | 999 hetvoer         | 999 hetvoer         | 160                 | Antwerps liedboek. Bron melodie: Souterliedekens (1540). | |
| Het waait een windeken koel uit den oosten / Hoe lustelijk staat dat groene woud                          | Het waait een windeken koel uit den oosten | zzz hetwaa           |                     | 999 hetwaai         | 999 hetwaai         | 170                 | Antwerps liedboek. Bron melodie: Souterliedekens (1540). | |
| Het waren negen soldaten / Des morgens vroeg opgestaan                                                    | Het waren negen soldaten                   | zzz hetwarn          |                     | 999 hetwar          | 180                 | 999 hetwar          | | |
| Het waren twee conincskinderen, / Si hadden malcandren soo lief!                                          | Het waren twee conincskinderen             | zzz hetwart          |                     | 141                 | 152                 | 184                 | J.F. Willems, Oude Vlaemsche liederen (1848) | |
| Het was een fraai rijk borgerskind / woonachtig binnen Leiden                                             | Het was een fraai rijk borgerskind         | zzz hetwaa           |                     | 999 hetwaseenfr     | 999 hetwaseenfr     | 210                 | Haarlems oudt liedt-boeck (1640). Bron melodie: A. Valerius, Neder-landtsche gedenck-clanck (1626). | |
| Het was een kind, zo kleine kind / Een kind van twalef jaren                                              | Het was een kind                           | zzz hetwab           |                     | 999 hetwaseenki     | 148                 | 143                 | Haarlems oudt liedt-boeck (1640). Bron melodie: Het prieel der gheestelijcke melodie (1609). | |
| Het was een maged uutverkoren, / Daar Jesus af woude zijn geboren                                         | Het was een maged uutverkoren              | zzz hetwac           |                     | 46                  | 52                  | 72                  | Het prieel der gheestelijcke melodie (1609). Bron melodie: Een devoot ende profitelyck boecxken (1539). | Kerstlied |
| Het was op ene avond laat / Dat ik gong wandelen al langs de straat                                       | Het was op ene avond laat                  | zzz hetwad           |                     | 999 hetwasop        | 162                 | 999 hetwasop        | | |
| Het was op enen Maandag / Daarom ben ik zo blij                                                           | Het was op enen Maandag                    | zzz hetwae           |                     | 999 hetwasope       | 340                 | 999 hetwasope       | | |
| Het windeken dat uit het Oosten waait, / Lief, het waait niet tot alle tijden                             | Het windeken dat uit het Oosten waait      | zzz hetwi            |                     | 140                 | 208                 | 999 het wind        | | |
| Het zou een jager uit jagen gaan, / Uit jagen zou hij er gaan                                             | Het zou een jager uit jagen gaan           | zzz hetzoj           |                     | 172                 | 166                 | 999 hetzoueenja     | | |
| Het zou een meisken gaan halen wijn, / Het was 's avonds al zoo late                                      | Het zou een meisken gaan halen wijn        | zzz hetzom           |                     | 154                 | 174                 | 999 hetzoueenmei    | | |
| Het zoud' een schamel mersenier / koopmanschepe leren                                                     | Het zoud' een schamel mersenier            | zzz hetzou           |                     | 999 hetzoud         | 999 hetzoud         | 140                 | Gruuthuse handschrift (ca. 1400) | |
| Hier is onze fiere Pinksterblom / En ik wou hem zo graag er eens wezen                                    | Hier is onze fiere Pinksterblom            | zzz hier             |                     | 999 hierisonze      | 233                 | 132                 | J. Kunst, Het levende lied van Nederland (1947) | |
| Hoe kan er een boompje lang bloeien / dat niet geworteld is                                               | Hoe kan er een boompje lang bloeien        | zzz hoek             |                     | 999 hoekan          | 999 hoekan          | 248                 | Nederlands Volkslied Archief | |
| Hoe leit dit kindeken hier in de kou / Ziet eens hoe alle zijn ledekens beven                             | Hoe leit dit kindeken                      | zzz hoel             |                     | 68                  | 70                  | 96                  | J. Bols, Honderd oude Vlaamse liederen (1897) | Kerstlied |
| Hoe rij die boere? / Sit, sit, so                                                                         | Hoe rij die boere                          | zzz hoeri            |                     | 999 hoerij          | 350                 | 999 hoerij          | | Zuid-Afrikaans |
| Hop Marjanneke, stroop in 't panneke                                                                      | Hop Marjanneke                             | zzz hop              |                     | 999 hopmar          | 999 hopmar          | blz 331             | M. van Helden, Wij zijn rijk | |
| Ick seg adieu, / Wi twee, wi moeten sceyden                                                               | Ick seg adieu                              | zzz ikzeg            |                     | 108                 | 114                 | 176                 | Antwerps liedboek. Bron melodie: Souterliedekens (1540). | |
| Ik ging op enen morgen al door den Aerdenhout                                                             | Ik ging op enen morgen                     | zzz ikgi             |                     | 999 ikging          | 999 ikging          | 64                  | Haarlems oudt liedt-boeck (1640). Bron melodie: S. Theodotus, Het paradijs der lof-sangen (1627). | |
| Ik heb de groene straatjes / Zoo dikwijls ten eind gegaan                                                 | Ik heb de groene straatjes                 | zzz ikhe             |                     | 194                 | 277                 | 999 ikhebdegr       | | |
| Ik kwam er laatst over die marrekt gegaan / dubbeltjes, dubbeltjes, toverlantaar                          | Ik kwam er laatst over die marrekt gegaan  | zzz ikkwa            |                     | 999 ikkwamerl       | 999 ikkwamerl       | 242                 | Nederlands Volkslied Archief | |
| Ik kwam er lestmaal over bergen en dalen / En ik zag er van verre mijn zoetelief staan                    | Ik kwam er lestmaal over bergen en dalen   | zzz ikkwb            |                     | 999 ikkwamerl       | 132                 | 999 ikkwamerl       | | |
| Ik kwam lest over een berg gegaan, / Taritari, taritaritata                                               | Ik kwam lest over een berg gegaan          | zzz ikkwc            |                     | 200                 | 265                 | 999 ikkwamle        | | |
| Ik stond op hoge bergen / Ik zag een stenen huis                                                          | Ik stond op hoge bergen                    | zzz iksta            |                     | 999 ikstonda        | 242                 | 999 ikstonda        | | |
| Ik stond op hoge bergen / ik zag ter zeewaart in                                                          | Ik stond op hoge bergen                    | zzz ikstb            |                     | 999 ikstondb        | 999 ikstondb        | 186                 | Haarlems oudt liedt-boeck (1640). Bron melodie: S. Theodotus, Het paradijs der lof-sangen (1627). | |
| Ik treur om een jonkvrouwe / met alzo groot geklag                                                        | Ik treur om een jonkvrouwe                 | zzz iktr             |                     | 999 iktreur         | 999 iktreur         | 192                 | Handschrift Buytevest (ca. 1600). Bron melodie: P.L. van der Goes, Druyven-tros der amoureusheyt (1602). | |
| Ik vinde mij bedwongen dat ik zingen moet                                                                 | Ik vinde mij bedwongen                     | zzz ikvi             |                     | 999 ikvindemij      | 999 ikvindemij      | 213                 | E. de Coussemaker, Chants populaires des Flamands de France (1856) | |
| Ik voele mij gedrongen, / Dat ik zingen moet                                                              | Ik voele mij gedrongen                     | zzz ikvoel           |                     | 128                 | 207                 | 999 ikvoelemij      | | |
| Ik voer laatst over zee, wil je mee / Al met een houten lepeltje                                          | Ik voer laatst over zee                    | zzz ikvoer           |                     | 242                 | 269                 | 316                 | Thirsis minnewit (1735). Bron melodie: D. de Lange, Nederlandsch volksliederenboek (1900). | |
| Ik vrijde een vrouwken alzoo fijn / En droeg haar goede minne                                             | Ik vrijde een vrouwken alzoo fijn          | zzz ikvr             |                     | 156                 | 202                 | 999 ikvrijdeeenv    | | |
| Ik wil mij gaan vertroosten / In Jesus' lijden groot                                                      | Ik wil mij gaan vertroosten                | Johannes Brugman     |                     | 86                  | 90                  | 124                 | Een devoot ende profitelyck boecxken (1539) | |
| Ik zie die morgensterre / mijns lievekens klaar aanschijn                                                 | Ik zie die morgensterre                    | zzz ikzi             |                     | 999 ikziediem       | 999 ikziediem       | 162                 | Antwerps liedboek. Bron melodie: Een devoot ende profitelyck boecxken (1539). | |
| In den hemel is eenen dans, / Allelujah                                                                   | In den hemel is eenen dans                 | zzz inde             |                     | 100                 | 110                 | 60                  | E. de Coussemaker, Chants populaires des Flamands de France (1856) | |
| In dulci jubilo / Singhet ende weset vro                                                                  | In dulci jubilo                            | zzz ikdu             |                     | 56                  | 056                 | 82                  | Handschrift Utrecht (1500). Bron melodie: Handschrift Tongeren (1480). | Kerstlied |
| In een huis, daar woonde niemand in, / Maar vogelkens vlogen daar uit en in                               | Hij is van eene maged geboren              | zzz inee             |                     | 64                  | 66                  | 88                  | Een devoot ende profitelyck boecxken (1539) | Kerstlied |
| In Holland staat een huis                                                                                 | In Holland staat een huis                  | zzz inho             |                     | 239                 | 999 inholl          | 999 inholl          | | |
| In Jesu name, / Broeders eerzame                                                                          | In Jesu name                               | zzz inje             |                     | 75                  | 80                  | 106                 | Veelderhande schriftuerlijcke liedekens (1587). Bron melodie: Het prieel der gheestelijkcke melodie (1609/1614). | Kerstlied |
| In Oostland wil ik varen / Mijn blijven is hier niet lang                                                 | In Oostland wil ik varen                   | zzz inoo             |                     | 999 inoo            | 128                 | 999 inoo            | | |
| In 't stalleken van Bethlehem / Is dezen nacht geboren                                                    | In 't stalleken van Bethlehem              | zzz inta             |                     | 70                  | 72                  | 999 intstal         | | Kerstlied |
| In 't steedetje van Nazareth / Wel binnen een huizeken kleine                                             | In 't steedetje van Nazareth               | zzz intb             |                     | 44                  | 48                  | 74                  | Lootens en Feys, Chants populaires flamands (1879) | Kerstlied |
| 't Is Sint Anna die komt aan / hé courage viva                                                            | ’t Is Sint Anna die komt aan               | zzz issi             |                     | 999 issintan        | 999 issintan        | 133                 | E. de Coussemaker, Chants populaires des Flamands de France (1856) | |
| Jan Hinnerk wahnt up de Lammer, Lammerstraat                                                              | Jan Hinnerk                                | zzz janh             |                     | 228                 | 999 janhin          | 999 janhin          | Melodie uit Le nozze di Figaro | Hamburgs dialect |
| Jan de Mulder / met zijnen leren kulder                                                                   | Jan de Mulder                              | zzz jand             |                     | 999 jandem          | 999 jandem          | 288                 | E. de Coussemaker, Chants populaires des Flamands de France (1856) | |
| Jan Plompaart en zijn wuveke, / Ze stongen e keer vroeg op                                                | Jan Plompaart                              | zzz janp             |                     | 243                 | 999 janplomp        | 999 janplomp        | | Latere drukken hebben wel: 'Plomperdje en zijn wijfje'                                                                                           |
| Jennemieke, Jennemieke moete naar huis toe gaan / Want Jantje is zo ziek                                  | Jennemieke                                 | zzz jenn             |                     | 999 jenn            | 366                 | 999 jenn            | | |
| Jeugdig volkje, ras, ras, ras, / Binnen deze muren                                                        | Jeugdig volkje, ras, ras, ras              | zzz jeu              |                     | 220                 | 239                 | 114                 | Sparens vreughden-bron (1646) | Vastenavondlied |
| Kinder swijcht, so mooch di horen, / Ecce mundi gaudia                                                    | Kinder swijcht, so moochdi horen           | zzz kin              |                     | 48                  | 53                  | 78                  | Handschrift Utrecht (ca. 1500) | Kerstlied |
| Klare, wat heeft er uw hartje verlept / dat het verdriet in vrolijkheid schept                            | Klare, wat heeft er uw hartje verlept      | zzz kla              |                     | 999 klare           | 999 klare           | 196                 | P.C. Hooft, Gedichten. Bron melodie: J. Stalpart van der Wielen, Extractum Catholicum (1631). | |
| Klein, klein Jezuken, / Heb je zulken kou?                                                                | Klein, klein Jezuken                       | zzz klei             |                     | 106                 | 67                  | 999 kleinkleinj     | | Kerstlied |
| Kom nu met zang van zoeten tonen en u met snarenspel verblijd                                             | Kom nu met zang                            | zzz komn             |                     | 999 komnu           | 999 komnu           | 32                  | A. Valerius, Neder-landtsche gedenck-clanck (1626) | |
| Komt hier al bij en hoort dees klucht / Het is van Pierlala                                               | Pierlala                                   | zzz komta            |                     | 252                 | 274                 | 296                 | Liedbladen Paemel (19e eeuw) en F. van Duyse, Het oude Nederlandsche lied (1903-08). Bron melodie: E. de Coussemaker, Chants populaires des Flamands de France (1856).                                                                  | |
| Komt hier, gij pronkerd, kijken / Die kostelijk zijt bekleed                                              | Komt hier, gij pronkerd, kijken            | zzz komtb            |                     | 999 komthierg       | 38                  | 999 komthierg       | | |
| Komt ons in diepe nacht ter ore / de morgenster is opgegaan                                               | Komt ons in diepe nacht ter ore            | Huub Oosterhuis      |                     | 999 komtonsin       | 999 komtonsin       | 94                  | Melodie: Psalm 83 | |
| Komt, vrienden, in het ronden, / Minnaars van eenen stiel                                                 | Komt, vrienden, in het ronden              | zzz komtd            |                     | 40                  | 220                 | 254                 | J. Bols, Honderd oude Vlaamse liederen (1897) | |
| Laat zang en spel, tamboer en fluit nu klinken tot Gods eer                                               | Laat zang en spel                          | Valerius             |                     | 999 laatz           | 999 laatz           | 42                  | A. Valerius, Neder-landtsche gedenck-clanck (1626) | |
| Lestmaal op ene zomerse dag / Maar hoort, wat ik bevalligs zag                                            | Lestmaal op ene zomerse dag                | zzz les              |                     | 999 lestm           | 82                  | 999 lestm           | | |
| Mamma, 'k wil een man hê / Watter man, mij lieve kind                                                     | Mamma, 'k wil een man hê                   | zzz mam              |                     | 999 mamma           | 354                 | 232                 | | Zuid-Afrikaans |
| Mane, sterren, nachtplaneten, / Nooit en was uw glans zoo klaar                                           | Mane, sterren, nachtplaneten               | zzz man              |                     | 72                  | 74                  | 100                 | J.F. Willems, Oude Vlaemsche liederen (1848) | Kerstlied |
| Maria die zoude naar Bethlehem gaan, / Kersavond voor den noene                                           | Maria die zoude naar Bethlehem gaan        | zzz mara             |                     | 50                  | 58                  | 90                  | J.F. Willems, Oude Vlaemsche liederen (1848), E. de Coussemaker, Chants populaires des Flamands de France (1856) en Lootens en Feys, Chants populaires flamands (1879). Bron melodie: S. Theodotus, Het paradijs der lof-sangen (1627). | Kerstlied |
| Maria heeft het boek der profetieën beschouwd                                                             | Maria heeft het boek                       | zzz marb             |                     | 999 mariah          | 50                  | 999 mariah          | | |
| Meiseken jong, mijn maagdeken fier, / Waar staat jouw vaders huizeken hier                                | Meiseken jong                              | zzz mei              |                     | 160                 | 204                 | 218                 | J.F. Willems, Oude Vlaemsche liederen (1848) | |
| Merk toch hoe sterk nu in 't werk zich al stelt                                                           | Merk toch hoe sterk                        | Valerius             |                     | 14                  | 14                  | 44                  | A. Valerius, Neder-landtsche gedenck-clanck (1626). Bron melodie: J.J. Starter, De Friesche lusthof (1621). | |
| Mien mouder dij wol mi geven / Een smid al mit geweld                                                     | Wat mout ik mit zoo'n man?                 | zzz mien             |                     | 168                 | 214                 | 234                 | J. Kunst, Het levende lied van Nederland (1947) | |
| Mietje Wantj' is altijd ziek / Hele de weke, hele de weke                                                 | Mietje Wantj' is altijd ziek               | zzz miet             |                     | 999 mientje         | 258                 | 999 mientje         | | |
| Mij Sarie Marais is zo ver van mij hart / Maar 'k hoop haar weer te sien                                  | Sarie Marais                               | zzz mija             |                     | 999 sar             | 358                 | 999 sar             | | Zuid-Afrikaans |
| Mijn hartelijk lief, wel schoon jonkvrouwe / Gij zijt certein mijn lief allein                            | Mijn hartelijk lief                        | zzz mijnh            |                     | 999 mijnh           | 111                 | 999 mijnh           | | |
| Mijn tijd gaat weg en ik daar met / Mijn leven mag niet duren                                             | Mijn tijd gaat weg                         | zzz mijnt            |                     | 999 mijnt           | 81                  | 999 mijnt           | | |
| Mijn vader is een bakker / en een bakkerszoon ben ik                                                      | Mijn vader is een bakker                   | zzz mijnv            |                     | 999 mijnv           | 999 mijnv           | 329                 | F.R. Coers, Liederen van Groot-Nederland (1900-30) | |
| Mitte confitte kom t' avond thuis, / 't Is kermis in mijn streetje                                        | Mitte confitte                             | zzz mit              |                     | 256                 | 169                 | 295                 | Lootens en Feys, Chants populaires flamands (1879) | Kermislied |
| Mocht ik, o Zwaantje, eens nevens u baden                                                                 | Mocht ik, o Zwaantje                       | zzz moc              |                     | 999 mocht           | 130                 | 999 mocht           | | |
| Moeder, ik wil hebben een man / Warme garnars, smorrie                                                    | Moeder, ik wil hebben een man              | zzz moed             |                     | 999 moeder          | 364                 | 999 moeder          | | |
| Moeke, doar staait 'n vrijer oan de deur / Fikedom, fikedom, fidederidom                                  | Moeke, doar staait 'n vrijer               | zzz moek             |                     | 999 moeked          | 362                 | 236                 | P. Groen, 't Grunneger Zangbouk (1958) | |
| Molenaartjes wind is Zuidewind / Van hupsaldera faldera                                                   | Molenaartjes wind is Zuidewind             | zzz mol              |                     | 187                 | 223                 | 228                 | P. Groen, 't Grunneger Zangbouk (1958) | |
| Naar Oostland willen wij rijden / Naar Oostland willen wij mee                                            | Naar Oostland willen wij rijden            | zzz naa              |                     | 999 naaroostl       | 34                  | 250                 | J.F. Willems, Oude Vlaemsche liederen (1848) | |
| 's Nachts rusten meest de dieren, / Ook menschen goed en kwaad                                            | ’s Nachts rusten meest de dieren           | G.A. Bredero         |                     | 152                 | 200                 | 190                 | G.A. Bredero, Groot lied-boeck (1622). Bron melodie: Het prieel der gheestelijkcke melodie (1609). | |
| 's Nachts toen een blauw bestarde kleed / Bedekten 't blauw gewelf                                        | ’s Nachts toen een blauw bestarde kleed    | zzz nac              |                     | 190                 | 228                 | 999 nachtstoen      | | |
| Nu laat ons allen vroolijk zijn / De hemel zal de onze zijn                                               | Nu laat ons allen vroolijk zijn            | zzz nula             |                     | 94                  | 98                  | 999 nulaatonsallenv | | Paaslied |
| Nu wil ik een liedeken zingen / Daar mede de liefste toebringen                                           | Nu wil ik een liedeken zingen              | zzz nuwi             |                     | 999 nuwilikeenl     | 230                 | 207                 | Nieu Amstelredams liedtboeck (1591). Bron melodie: M. Franck, Fasciculus quodlibericus (1611). | |
| Nu zijt wellekome, / Jesu lieven Heer                                                                     | Nu zijt wellekome                          | zzz nuzi             |                     | 62                  | 64                  | 92                  | S. Theodotus, Het paradijs der lof-sangen (1627) | Kerstlied |
| O Friesland, zoo vol deugden / Als ik een landschap weet                                                  | O Friesland, zoo vol deugden               | J.J. Starter         |                     | 30                  | 999 ofriesl         | 999 ofriesl         | | |
| O Heer, die daar des hemels tente spreidt                                                                 | O Heer, die daar                           | Valerius             |                     | 16                  | 16                  | 58                  | A. Valerius, Neder-landtsche gedenck-clanck (1626) | |
| O Heer, du bist mijn God en Here / ik wil dij loven nu voortaan                                           | O Heer, du bist mijn God en Here           | zzz ohee             |                     | 999 oheerdu         | 999 oheerdu         | blz 057             | M. van St. Aldegonde, Het boeck der heylige schriftuerlijcke lofsangen (1591). Melodie: Psalm 50. | |
| O heer, Gij zijt mijn God en Here, ik wil U loven nu voortaan                                             | O heer, Gij zijt mijn God en Here          | Marnix               |                     | 999 oheergij        | 25                  | 999 oheergij        | | |
| O herders, laat uw bokjes en schapen / De God en Heer die 't Al heeft geschapen                           | O herders, laat uw bokjes                  | zzz oher             |                     | 999 oherd           | 333                 | 999 oherd           | | Kerstlied |
| O Kersnacht, schooner dan de daegen, / Hoe kan Herodes 't licht verdraegen                                | O Kersnacht                                | Joost van den Vondel |                     | 76                  | 78                  | 999 okersn          | | Kerstlied |
| O Nederland, let op uw zaak, / De tijd en stond is daar                                                   | O Nederland, let op uw zaak                | Valerius             |                     | 12                  | 12                  | 36                  | A. Valerius, Neder-landtsche gedenck-clanck (1626) | |
| Ons genaket die avontstar, / Die ons verlichtet also claer                                                | Ons genaket die avontstar                  | zzz onsg             |                     | 58                  | 076                 | 999 onsgena         | | Kerstlied |
| Ons is geboren een kindekijn / Nog klaarder dan die zonne                                                 | Ons is geboren een kindekijn               | zzz onsi             |                     | 54                  | 54                  | 80                  | Handschrift Berlijn (15e eeuw). Bron melodie: Handschrift Tongeren (1480). | Kerstlied |
| Ons is geboren een uitverkoren klein kindekijn                                                            | Ons is geboren een uitverkoren             | zzz onsu             |                     | 999 onsis           | 332                 | 999 onsis           | | |
| Ons Vader, God geprezen / Die in den hemel zijt                                                           | Ons Vader, God geprezen                    | zzz onsv             |                     | 999 onsvadergod     | 342                 | 56                  | Het prieel der gheestelijcke melodie (1609) | |
| Op enen kerstnacht, als Sint Jozef lag te rusten                                                          | Op enen kerstnacht                         | zzz open             |                     | 999 openen          | 336                 | 999 openen          | | |
| Ozewiezewoze wiezewalla kristalla                                                                         | Ozewiezewoze                               | zzz oze              |                     | 251                 | 131                 | 999 ozewieze        | | |
| Paardje beslaan, wie heeft dat gedaan                                                                     | Paardje beslaan                            | zzz paa              |                     | 999 paardjeb        | 999 paardjeb        | blz 331             | M. van Helden, Wij zijn rijk | |
| Plomperdje en zijn wijfje / Die zouden vroeg opstaan                                                      | Plomperdje en zijn wijfje                  | zzz plo              |                     | 999 plomp           | 206                 | 274                 | E. de Coussemaker, Chants populaires des Flamands de France (1856) | De eerste druk heeft wel 'Jan Plompaart en zijn wuveke, / Ze stongen e keer vroeg op'. Negentiende druk (1977) geeft: 'ze zijn te merkt 'egaan'. |
| Rij maar an ossewa, rij maar an                                                                           | Rij maar an ossewa                         | zzz rija             |                     | 999 rijm            | 357                 | 999 rijm            | | Zuid-Afrikaans |
| Rijck God, wien sal ick claghen / Dat hymelijck lijden mijn                                               | Rijck God, wien sal ick claghen            | zzz rijk             |                     | 116                 | 120                 | 156                 | Antwerps liedboek. Bron melodie: Souterliedekens (1540). | |
| Rintintin op een platin / Mussen zijn geen vinken                                                         | Rintintin                                  | zzz rin              |                     | 999 rin             | 355                 | 999 rin             | | |
| 't Ros Beijaard doet zijn ronde / In de stad van Dendermonde                                              | ’t Ros Beijaard                            | zzz ros              |                     | 28                  | 30                  | 48                  | K. Wytsman, Anciens airs (1868) | De vier Heemskinderen |
| Schoon boven alle schoone, / Hoe mag't geschiên                                                           | Schoon boven alle schoone                  | Justus de Harduyn    |                     | 84                  | 93                  | 122                 | J. de Harduyn, Goddelicke lofsanghen (1620) | Passielied |
| Schoon jonkvrouw, ik moet u klagen, / Dat ik ben doorwond                                                 | Schoon jonkvrouw, ik moet u klagen         | zzz schoa            |                     | 112                 | 116                 | 203                 | F. van Duyse, Het oude Nederlandsche lied (1903-08), (hs. 1635) | |
| Schoon lief, hoe ligt gij hier en slaapt / In uwen eersten droome                                         | Schoon lief, hoe ligt gij hier             | zzz schob            |                     | 158                 | 209                 | 220                 | J.F. Willems, Oude Vlaemsche liederen (1848). Bron melodie: F. van Duyse, Het oude Nederlandsche lied (1903-08). | |
| Schoon lief, wilt gij met mij rijden? / Schoon lief, wilt gij met mij gaan                                | Schoon lief, wilt gij met mij rijden       | zzz schoc            |                     | 144                 | 192                 | 999 schoonliefw     | | |
| Schoon lieveken, waar waarde gij den eersten meiennacht, / Dat gij mij geenen mei en bracht               | Schoon lieveken                            | zzz schod            |                     | 164                 | 210                 | 999 schoonlieveke   | | |
| Sint Jozef ging al treuren / Hij ging van deur tot deure                                                  | Sint Jozef ging al treuren                 | zzz sin              |                     | 999 sintj           | 324                 | 999 sintj           | | |
| Slaat op den trommele van dirredomdeine                                                                   | Slaat op den trommele                      | Arent Dircksz. Vos   |                     | 19                  | 19                  | 28                  | Een nieu geusen lieden boecxken (1581). Bron melodie: S. Theodotus, Het paradijs der lof-sangen (1627). | Geuzenlied. In druk 10 (1956) staat dit lied opnieuw op blz 344.                                                                                 |
| Springt op en toon je schoen / 't Is om te zien wat dat de oude mannen al doen                            | Springt op en toon je schoen               | zzz spr              |                     | 214                 | 250                 | 278                 | E. de Coussemaker, Chants populaires des Flamands (1856) | |
| Stort tranen uit, schreit luide, weent en treurt                                                          | Stort tranen uit                           | Valerius             |                     | 999 storttr         | 999 storttr         | 38                  | A. Valerius, Neder-landtsche gedenck-clanck (1626). Bron melodie: D.R. Camphuysen, Stichtelyke rijmen (1647). | |
| T' avond gaat ons feeste aan / Hé, courage, viva                                                          | T' avond gaat ons feeste aan               | zzz tav              |                     | 999 tav             | 155                 | 999 tav             | | |
| Te Duinkerk gaat het al verkeerd / De meisjes zijn in 't Frans geleerd                                    | Te Duinkerk                                | zzz ted              |                     | 207                 | 238                 | 304                 | E. de Coussemaker, Chants populaires des Flamands de France (1856) | |
| Te Kieldrecht, te Kieldrecht, / Daar zijn de meiskens koene                                               | Te Kieldrecht                              | zzz tek              |                     | 212                 | 248                 | 302                 | J.F. Willems, Oude Vlaemsche liederen (1848) | |
| Toen den hertog Jan kwam varen / te peerd parmant, al triumfant                                           | Toen den hertog Jan kwam varen             | Harrie Beex          | Floris van der Putt | 999 toendeh         | 999 toendeh         | 52                  | Den brembos (1950) | |
| Toen Hanselijn over de heide reed / Hoe haastig werd hij gevangen                                         | Toen Hanselijn over de heide reed          | zzz toenh            |                     | 135                 | 146                 | 178                 | Haarlems oudt liedt-boeck (1640). Bron melodie: Souterliedekens (1540). | Ook gespeld als: 'Doen Hanselijn' |
| Tonneke, tonneke bier, bier, bier / Ze rollen, ze rollen, ze rollen                                       | Tonneke bier                               | zzz ton              |                     | 999 ton             | 371                 | 999 ton             | | |
| Uit uw hemel zonder grenzen / komt Gij tastend aan het licht                                              | Uit uw hemel zonder grenzen                | Huub Oosterhuis      | Floris van der Putt | 999 uituwh          | 999 uituwh          | 76                  | | |
| Van minnen ben ic dus ghewont: / gheef mi dijn hert: ic worde gesont                                      | Van minnen ben ic dus ghewont              | zzz vanm             |                     | 90                  | 94                  | 999 vanminnenb      | | |
| Van vrouden ons alle die kinderkens singen, / Des avondes doe si heimwert gingen                          | Van vrouden ons alle die kinderkens singen | zzz vanv             |                     | 52                  | 47                  | 77                  | Handschrift Berlijn (15e eeuw). Bron melodie: S. Theodotus, Het paradijs der lof-sangen (1627). | Kerstlied |
| Van waar komt ons de koelen wijn / Hij komt van Keulen aan de Rijn                                        | Van waar komt ons de koelen wijn           | zzz vanw             |                     | 999 vanwaark        | 158                 | 308                 | F. van Duyse, Het oude Nederlandsche lied (1903-08), (hs. 18e eeuw) | |
| Vier weverkens zag men ter botermarkt gaan, / En de boter die was er zoo diere                            | Vier weverkens                             | zzz vier             |                     | 38                  | 44                  | 256                 | P. de Mont, Volksliederen, in: Volkskunde (1889) | |
| Vrolijk, herders, komt vrij binnen / Komt bezoekt met hert' en wens                                       | Vrolijk, herders                           | zzz vro              |                     | 999 vro             | 330                 | 999 vro             | | |
| Waar dat men zich al keert of wendt, / End' waar men loopt of staat                                       | Waar dat men zich al keert                 | Valerius             |                     | 22                  | 24                  | 43                  | A. Valerius, Neder-landtsche gedenck-clanck (1626) | |
| Waar gaan jy heen, gaan jy heen, Sannie Brandt? / Waar gaan jy heen, lieve Sannie?                        | Sannie Brandt                              | zzz waarg            |                     | 999 san             | 352                 | 999 san             | | Zuid-Afrikaans |
| Waar staat jouw vaders huis en hof? / Adelijn, bruin maagdelijn, mooi meisje fijn                         | Waar staat jouw vaders huis en hof?        | W.D. Hooft           |                     | 163                 | 224                 | 208                 | P.C. Hooft, Gedichten en Haarlems oudt liedt-boeck (1716). Bron melodie: M. Franck, Newes teutsches Convivium (1621). | |
| Wanneer kom ons troudag, Gertji, Gertji?                                                                  | Gertji                                     | zzz wann             |                     | 999 wann            | 360                 | 999 wann            | | Zuid-Afrikaans |
| 't Was op eenen Driekoningen avond, / 't Was op eenen Driekoningendag                                     | ’t Was op eenen Driekoningen avond         | zzz wasa             |                     | 96                  | 106                 | 999 wasopdr         | | Driekoningenlied |
| 't Was op enen maandag, daarom ben ik zo blij                                                             | ’t Was op enen maandag                     | zzz wasb             |                     | 999 wasopma         | 999 wasopma         | 126                 | R. Ghesquiere, Meezennestje. | Zie ook: Het was op enen maandag |
| 't Was op een Witten Donderdag, / Dat er wel Jezus zijn avondmaal dee                                     | ’t Was op een Witten Donderdag             | zzz wasc             |                     | 88                  | 338                 | 118                 | Nederlands Volkslied Archief | Witte Donderdag |
| Wat doet gij al in't groene veld, / mooi Bernardijn, mooi Exafijn                                         | Wat doet gij al in 't groene veld?         | zzz watd             |                     | 206                 | 235                 | 282                 | E. de Coussemaker, Chants populaires des Flamands (1856) | |
| Wat voor vijand durft ons naken, / Vier gebroeders op een peerd                                           | De vier Aymonskinderen                     | zzz watv             |                     | 26                  | 28                  | 50                  | Jubiléboek van de ommegang van 1825, Mechelen | De vier Heemskinderen |
| Wat zetten z' Onzen Lieven Heer op zijn hoofd? / Kyrie eleison                                            | Wat zetten z' Onzen Lieven Heer            | zzz watw             |                     | 999 watzettenze     | 92                  | 120                 | J. Bols, Honderd oude Vlaamse liederen (1897) | |
| Wat zullen onze patriotjes eten, als zij in 't leger zijn?                                                | Wat zullen onze patriotjes eten            | zzz watz             |                     | 999 watzul          | 346                 | 46                  | Lootens en Feys, Chants populaires flamands (1879) | |
| Wech op! Wech op! dat herte mijn, / Dat heeft ghetreurt so langen tijt                                    | Wech op! Wech op!                          | zzz wec              |                     | 146                 | 194                 | 999 wech            | | |
| Wel Anne-Marieken, waar gaat gij naar toe                                                                 | Wel Anne-Marieken                          | zzz wela             |                     | 184                 | 218                 | 237                 | J.F. Willems, Oude Vlaemsche liederen (1848) | Zie ook: Anne Marie, waar ga je naar toe |
| Wel, hoe is Otjes hart zoo groen                                                                          | Een otter in het bolwerk                   | J.J. v.d. Vondel     |                     | 258                 | 999 welhoe          | 999 welhoe          | | |
| Wie dat zich zelfs verheft temet, / Werd wel een arme sleter                                              | Wie dat zich zelfs verheft                 | Valerius             |                     | 10                  | 10                  | 999 wiedatz         | | |
| Wie heeft, wie heeft gemaakt / Een rattestaart, een rattestaart                                           | Wie heeft gemaakt                          | zzz wieh             |                     | 999 wieh            | 371                 | 999 wieh            | | |
| Wie klopt er op mijn kamertje / 't Is Jannetje met zijn hamertje                                          | Wie klopt er op mijn kamertje              | zzz wiek             |                     | 999 wiek            | 123                 | 999 wiek            | | |
| Wie was diegene, die die looverkens brak / Ende die ze aan zijn narrekappe stak                           | Wie was diegene, die die looverkens brak   | zzz wiew             |                     | 24                  | 32                  | 26                  | Antwerps liedboek. Bron melodie: I. Fruytiers, Ecclesiasticus (1565) | |
| Wie wil er mee naar Wieringen varen, / 's Morgens vroeg al in den dauw                                    | Wie wil er mee naar Wieringen varen        | zzz wiez             |                     | 162                 | 185                 | 227                 | J. Kunst, Het levende lied van Nederland (1947) | |
| Wij boeren en boerinnen, / Wij werken dag en nacht                                                        | Wij boeren en boerinnen                    | zzz wijb             |                     | 204                 | 236                 | 999 wijboeren       | | |
| Wij klommen op hooge bergen, / En wij keken ter zeewaart in                                               | Wij klommen op hooge bergen                | zzz wijc             |                     | 124                 | 999 wijklommen      | 999 wijklommen      | | |
| Wij komen alle drie uit vreemde landen, / Uit orienten door een ster geleid                               | Wij komen alle drie uit vreemde landen     | zzz wijd             |                     | 80                  | 86                  | 108                 | F. van Duyse, Het oude Nederlandsche lied (1903-08) | Driekoningenlied |
| Wij komen van Oosten, wij komen van ver / A la berline postiljon                                          | A la berline postiljon                     | zzz wije             |                     | 82                  | 88                  | 112                 | J. Bols, Honderd oude Vlaamse liederen (1897) | Driekoningenlied |
| Wij willen van den kerels zingen / Zij zijn van kwader aard                                               | Wij willen van den kerels zingen           | zzz wijf             |                     | 999 wijwillenvan    | 999 wijwillenvan    | 24                  | Gruuthuse handschrift (ca. 1400) | |
| Wij willen vanavond vrolijk zijn / En drinken den koelen rijnsen wijn                                     | Wij willen vanavond vrolijk zijn           | zzz wijg             |                     | 999 wijwillenvana   | 124                 | 999 wijwillenvana   | | |
| Wij zijn al bijeen, / Al goe kadulletjes, Al goe kadullen                                                 | Wij zijn al bijeen                         | zzz wijh             |                     | 198                 | 232                 | 283                 | E. de Coussemaker, Chants populaires des Flamands de France (1856) en F. Delafaille, Geschiedenis van Mechelen (1900) | |
| Wij zijn gebroeders, zoals gij ziet / En wanneer zullen wij elkander nog eens zien                        | Wij zijn gebroeders                        | zzz wijk             |                     | 999 wijzijngebr     | 372                 | 326                 | | |
| Wilhelmus van Nassouwe / Ben ick van Duijtschen bloet                                                     | Wilhelmus van Nassouwe                     | zzz wilha            |                     | 6                   | 6                   | 19                  | Een nieu geusen lieden boecxken (1581). Bron melodie: Deuchdelijcke Solutien (1574). | |
| Wilhelmus van Nassouwe / Ben ick van Duijtschen bloet                                                     | Wilhelmus van Nassouwe                     | zzz wilhb            |                     | 8                   | 8                   | 20                  | Een nieu geusen lieden boecxken (1581). Bron melodie: A. Valerius, Neder-landtsche gedenck-clanck (1626). | |
| Willen wij, willen wij / 't Haasken jagen door de hei                                                     | Willen wij 't haasken jagen?               | zzz will             |                     | 170                 | 216                 | 216                 | F. van Duyse, Het oude Nederlandsche lied (1903-08) | |
| Wilt heden nu treden voor God den Heere                                                                   | Wilt heden nu treden                       | Valerius             |                     | 18                  | 18                  | 40                  | A. Valerius, Neder-landtsche gedenck-clanck (1626) | |
| Zal ik nog lang in hete tranen / getuigen van mijn herts verdriet                                         | Zal ik nog lang in hete tranen             | zzz zal              |                     | 999 zalik           | 999 zalik           | 194                 | F. van Duyse, Het oude Nederlandsche lied (1903-08), (hs. 17e eeuw). Bron melodie: D.R. Camphuysen, Stichtelyke rijmen (1647). | |
| Zeg kwezelken, wilde gij dansen? / Ik zal u geven een ei                                                  | Zeg kwezelken, wilde gij dansen?           | zzz zeg              |                     | 188                 | 225                 | 276                 | E. de Coussemaker, Chants populaires des Flamands de France (1856) | In 19e druk (1977) zonder 'Zeg' |
| Zolang er mensen zijn op aarde / zolang de aarde vruchten geeft                                           | Zolang er mensen zijn op aarde             | Huub Oosterhuis      | Tera de Marez Oyens | 999 zol             | 999 zol             | 69                  | | |

## Canons inNederlands volkslied
De canons in Nederlands volkslied zijn, in de meeste uitgaven, opgenomen in een apart onderdeel achter in de bundel. Pollmann en Tiggers maken een duidelijk onderscheid tussen het traditionele volkslied en de canon. Als toelichting bij het onderdeel 'canons' schrijven zij: "Anders dan het volkslied is de canon een kunstprodukt van één maker, dat uitnodigt tot een meerstemmig muzikaal gezelschapsspel" (druk 1977).
Hieronder volgt een overzicht van de canons die zijn opgenomen in de drie drukken van 1941, 1956 en 1977 van Nederlands volkslied.
| Beginregel                                                                                      | Titel                               | Auteur          | Componist              | bladzijde       | bladzijde       | bladzijde       | Bron | Bijz.                                                                                       |
| Beginregel                                                                                      | Titel                               | Auteur          | Componist              | 1941 (1e druk)  | 1956 (10e druk) | 1977 (19e druk) | Bron | Bijz.                                                                                       |
| ----------------------------------------------------------------------------------------------- | ----------------------------------- | --------------- | ---------------------- | --------------- | --------------- | --------------- | ---- | ------------------------------------------------------------------------------------------- |
| Agnus Dei, agnus Dei, qui tollis peccata mundi                                                  | Agnus Dei                           | zzz agnus       | Josquin Desprez        | 999 agnus       | 319             | 338             |      | Latijn (Lam Gods)                                                                           |
| Ah, ben je daar, ah ben je daar                                                                 | Ah, ben je daar                     | zzz ahben       | M. Hauptmann           | 302             | 296             | 999 ahben       |      |                                                                                             |
| All in to service, let us sing merily                                                           | All in to service                   | zzz allinto     | zzz allinto            | 999 allinto     | 999 allinto     | 364             |      | Engels                                                                                      |
| Alleluja, alleluja, alleluja / Alleluja, alleluja                                               | Alleluja                            | zzz allel       | Claude le Jeune        | 999 allel       | 87              | 999 allel       |      |                                                                                             |
| Alleluja, alleluja / Alleluja, alleluja / Amen, alleluja                                        | Alleluja                            | zzz allelu      | Mozart                 | 999 allelu      | 322             | 999 allelu      |      |                                                                                             |
| Alleluja, Alleluja, / Amen, Amen                                                                | Alleluia                            | zzz alleluja    | zzz alleluja           | 262             | 109             | 343             |      |                                                                                             |
| Als de kat van huis is dansen de muizen                                                         | Als de kat van huis is              | zzz alsde       | Chr. Lahusen           | 999 alsdek      | 999 alsdek      | 373             |      |                                                                                             |
| Altijd vroolijk, zing een lied, geen verdriet                                                   | Altijd vroolijk                     | zzz altijd      | P.M. Eberwein          | 306             | 294             | 999 alt         |      |                                                                                             |
| Beatus qui soli Deo confidit et laborat                                                         | Beatus qui soli                     | zzz beatus      | J.P. Sweelinck         | 999 beatus      | 999 beatus      | 400             |      | Latijn (Gelukzalig hij die op God allen vertrouwt)                                          |
| Bewaart, Heer, Holland / En zegent Leiden                                                       | Bewaart, Heer, Holland              | zzz bew         | Cornelis Schuyt        | 263             | 312             | 999 bew         |      |                                                                                             |
| Bona dies omnes cantores                                                                        | Bona dies                           | zzz bonadi      | M. Praetorius          | 999 bonadi      | 999 bonadi      | 419             |      |                                                                                             |
| Bona nox / Bist a rechter Ochs                                                                  | bonan                               | zzz bonan       | W.A. Mozart            | 308             | 289             | 403             |      |                                                                                             |
| Brio! De brêge sit ticht en it skip moat der troch                                              | Brio! Brio!                         | zzz brio        | M. Folkertsma          | 281             | 253             | 999 brio        |      |                                                                                             |
| Caffee, trink nicht so viel Caffee                                                              | Caffeeel                            | zzz caff        | K.G. Hering            | 999 caff        | 999 caff        | 371             |      | Duits                                                                                       |
| Cantate Domino, cantate / Et Cantate Domino                                                     | Cantate Domino                      | zzz cant        | Martini                | 999 cant        | 21              | 999 cant        |      |                                                                                             |
| Cantate Domino canticum canticum novum                                                          | Cantate Domino canticum novum       | zzz cantat      | Hayes                  | 999 cantat      | 323             | 999 cantat      |      |                                                                                             |
| Célébrons sans cesse de Dieu les bontes                                                         | Célébrons sans cesse                | zzz celeb       | O. Lassus              | 999 celeb       | 999 celeb       | 392             |      | Frans                                                                                       |
| Chairs to mend, old chairs to mend                                                              | Chairs to mend                      | zzz chai        | Ph. Hayes              | 999 chai        | 999 chai        | 367             |      | Engels                                                                                      |
| Chantez en exultation au Dieu                                                                   | Chantez en exultation               | zzz chantez     | Cl. le Jeune           | 999 chantez     | 999 chantez     | 385             |      | Frans                                                                                       |
| Come follow me, wither shall I follow thee                                                      | Come follow me                      | zzz come        | J. Hilton              | 999 come        | 999 come        | 365             |      | Engels                                                                                      |
| Dankt nu, dankt God den Heer / Want Hij is genadig                                              | Dankt nu God den Heer               | zzz dankt       | zzz dankt              | 999 dankt       | 340             | 405             |      |                                                                                             |
| Da pacem, Domine in diebus nostris                                                              | Da pacem, Domine                    | zzz dapa        | M. Franck              | 999 dapa        | 999 dapa        | 400             |      | Latijn (Geef vrede Heer, in onze dagen)                                                     |
| Dat schoonste kind is ons geboren                                                               | Dat schoonste kind                  | zzz datsch      | F. de Nijs             | 999 datsch      | 999 datsch      | 352             |      |                                                                                             |
| De groote Sultan heeft gefuifd / Hij heeft gedronken, hij heeft gekluifd                        | De groote Sultan heeft gefuifd      | zzz degro       | Kuhlau                 | 292             | 304             | 999 degro       |      |                                                                                             |
| De heidenen lachen, de jood en de christen                                                      | De heidenen lachen                  | zzz dehei       | Kuhlau                 | 999 dehei       | 286             | 999 dehei       |      |                                                                                             |
| De jonge lente in't verschiet / De vogel zingt zijn lied                                        | De jonge lente                      | zzz dejo        | Ph. Hayes              | 287             | 127             | 999 dejo        |      |                                                                                             |
| De lente komt, de lente komt, / Al slapen nog de velden                                         | De lente komt                       | zzz delent      | zzz delent             | 311             | 999 delent      | 999 delent      |      |                                                                                             |
| De nachtegaal met zoeten toon, in berg en daal zing hij zeer schoon                             | De nachtegaal met zoeten toon       | zzz denach      | zzz denach             | 999 denach      | 999 denach      | 362             |      |                                                                                             |
| De priem, de secunde, de terts, de kwart, de kwint, de sext, de septiem, het octaaf             | De priem, de secunde                | zzz depriem     | Mandyczewski           | 304             | 282             | 999 depriem     |      | Muziekonderwijs                                                                             |
| De priem, de secunde, de terts, de kwart, de kwint, de sext, de septiem, het octaaf (omgekeerd) | De priem, de secunde                | zzz depriemz    | zzz depriemz           | 305             | 283             | 999 depriemz    |      | Muziekonderwijs                                                                             |
| Die voor de waarheid strijdt / Zal overwinnen t' zijner tijd                                    | Die voor de waarheid strijdt        | zzz dievoor     | Haydn                  | 999 dievoor     | 11              | 999 dievoor     |      |                                                                                             |
| Dieuwer is verliefd, te met / Op zukken reinen vrijer                                           | Dieuwer is verliefd                 | zzz dieuw       | zzz dieuw              | 999 dieuw       | 285             | 999 dieuw       |      |                                                                                             |
| Din, din, din dy kwam fen Brugge                                                                | Din din                             | zzz din         | P. Folkertsma          | 286             | 251             | 412             |      |                                                                                             |
| Do, do, l'enfant dormira tantôt                                                                 | Do, do, l'enfant dormira            | zzz dodolen     | zzz dodolen            | 999 dodolen     | 999 dodolen     | 420             |      | Frans                                                                                       |
| Do do sol la mi fa sol! / O wat vervelend! O wat vervelend                                      | O wat vervelend                     | zzz dodosol     | L. Cherubini           | 297             | 133             | 999 dodosol     |      |                                                                                             |
| Dona nobis pacem pacem / Dona nobis pacem                                                       | dona                                | zzz dona        | zzz dona               | 269             | 77              | 999 dona        |      | Latijn (Geef ons vrede)                                                                     |
| Drie gans im haberstroh                                                                         | Drie gans im haberstroh             | zzz driegans    | zzz driegans           | 999 driegans    | 999 driegans    | 363             |      | Duits                                                                                       |
| Drie ganzen in't haverstroo / Zitten daar en snaat'ren zoo                                      | Drie ganzen in't haverstroo         | zzz drieganz    | zzz drieganz           | 280             | 281             | 407             |      |                                                                                             |
| Een enkel duivelsch wijf                                                                        | Een enkel duivelsch wijf            | zzz eenenk      | J. Haydn               | 276             | 307             | 999 eenenk      |      |                                                                                             |
| Een kleine engel is uit het kerkeraam gevlogen                                                  | Een kleine engel                    | zzz eenkl       | H. van Koert           | 999 eenkl       | 999 eenkl       | 349             |      |                                                                                             |
| Een vrolijk nieuwe lied, 't is beter iet dan niet                                               | Een vrolijk nieuwe lied             | zzz eenvrolijkn | zzz eenvrolijkn        | 999 eenvrolijkn | 999 eenvrolijkn | 386             |      |                                                                                             |
| Een vrolijck salich nieuwe liedt, / Alder werelt openbare                                       | Een vrolijck salich nieuwe liedt    | zzz eenvrolijkz | zzz eenvrolijkz        | 266             | 320             | 999 eenvrolijkz |      |                                                                                             |
| Eere zij God in den hooge! / Vrede op aarde, op aarde                                           | Eere zij God                        | zzz eerez       | Gebhardi               | 265             | 73              | 999 eere        |      | Kerstlied                                                                                   |
| Ego sum pauper: nihil haveo et nihil dabo                                                       | Ego sum pauper                      | zzz egos        | zzz egos               | 999 egos        | 999 egos        | 375             |      | Latijn (Ik ben arm: ik heb niets en kan dus niets geven)                                    |
| El geen gedacht / Bij dag en nacht / Dan u, mijn lief, allene                                   | El geen gedacht                     | zzz el          | Mozart                 | 999 el          | 374             | 999 el          |      |                                                                                             |
| Ere zij God in den hoge                                                                         | Kreeft-canon                        | zzz ere         | Haydn                  | 999 ere         | 318             | 999 ere         |      | Canon kan van achteren naar voren worden gezongen.                                          |
| Es ist ein Ros' entsprungen aus einer Wurzel zart                                               | Es ist ein Ros' entsprungen         | zzz esist       | M. Vulpius             | 999 esist       | 999 esist       | 394             |      | Duits                                                                                       |
| Falala, naar de bossen                                                                          | Falala, naar de bossen              | zzz fala        | W. Byrd                | 999 fala        | 999 fala        | 355             |      |                                                                                             |
| Fides est animae vita / Sicut anima est vita corporis                                           | Fides est animae vita               | zzz fides       | A. Gumpelzhaimer       | 999 fides       | 329             | 393             |      | Latijn (Het geloof is het leven der ziel)                                                   |
| Frisia non cantat? Wie dat zegt die liegt dat                                                   | Frisia non cantat                   | zzz fris        | Chr. Lahusen           | 999 fris        | 999 fris        | 375             |      | Latijn en Nederlands (Nederlanders zingen niet?)                                            |
| Geef mij, minlijk beelde zoet / Nu geheel uw hart en zin en moed                                | Geef mij, minlijk beelde            | zzz geefm       | Hayes                  | 999 geefm       | 353             | 999 geefm       |      |                                                                                             |
| Genoden roept t'saam overluid / Geluk, o bruidegom en bruid                                     | Genoden roept t'saam                | zzz genod       | zzz genod              | 999 genod       | 999 genod       | 363             |      |                                                                                             |
| Go to Joan Glover and tell her I love her                                                       | Go to Joan Glover                   | zzz goto        | zzz goto               | 999 goto        | 999 goto        | 402             |      | Engels                                                                                      |
| Goeden dag, alle goede vrienden                                                                 | Goeden dag                          | zzz goeden      | M. Praetorius          | 999 goeden      | 999 goeden      | 419             |      | Op de melodie van Bona dies                                                                 |
| 'k Groet u, stralende zunnelicht                                                                | ’k Groet u                          | zzz groe        | Mozart                 | 999 groe        | 95              | 999 groe        |      |                                                                                             |
| Great Tom is cast and Christ Church bells ring                                                  | Great Tom is cast                   | zzz great       | W. Laws                | 999 great       | 999 great       | 356             |      | Engels                                                                                      |
| Groote klokken zeggen tiktak, tiktak                                                            | Groote klokken zeggen tiktak        | zzz gro         | K. Karow               | 283             | 300             | 999 gro         |      | Muziekonderwijs                                                                             |
| Ha, ha, ha, ha, ha, ha, ha, ha, ha / Ha, dat jonge zingen doet den mensch weer deugd            | Lachcanon                           | zzz haha        | Cherubini              | 295             | 222             | 999 haha        |      |                                                                                             |
| Hansje heeft een jasje aan, / En dat is hem te klein                                            | Hansje heeft een jasje aan          | zzz hans        | zzz hans               | 296             | 302             | 999 hans        |      |                                                                                             |
| Heer blijf bij ons, want het is tegen den avond                                                 | Heer blijf bij ons                  | zzz heerbl      | J. van Biezen          | 999 heerbl      | 999 heerbl      | 380             |      |                                                                                             |
| Heer, geef mijn ogen Uw stralend licht                                                          | Heer, geef mijn ogen                | zzz heergm      | Palestrina             | 999 heergm      | 105             | 999 heergm      |      |                                                                                             |
| Heer, geef ons kracht / Sta ons bij                                                             | Heer, geef ons kracht               | zzz heergo      | Chr. Praetorius        | 264a            | 65              | 999 heergo      |      |                                                                                             |
| Heer, in Uwen toorn bestraf mij niet / Wilt in Uw gramschap mij niet treffen                    | Heer, in Uwen toorn                 | zzz heerin      | Caldara                | 999 heerin      | 314             | 999 heerin      |      |                                                                                             |
| Heil en zegen in je leven / Leef gelukkig met elkaar                                            | Heil en zegen                       | zzz heil        | A. Salieri             | 278             | 999 heil        | 999 heil        |      |                                                                                             |
| Hemel en aarde kunnen vergaan / Vroolijke musici, vroolijke musici                              | Hemel en aarde                      | zzz hemel       | zzz hemel              | 272             | 257             | 376             |      | Op dezelfde melodie als: Heut' kommt der Hans nach Haus                                     |
| Het is slechts langs de rechten baan, / Waarlangs men zonder stille staan                       | Het is slechts langs de rechte baan | zzz hetis       | zzz hetis              | 273             | 203             | 999 hetis       |      |                                                                                             |
| Heut' ist ein Fest bei den Fröschen am See                                                      | Heut' ist ein Fest                  | zzz heutist     | zzz heutist            | 999 heutist     | 999 heutist     | 411             |      | Duits                                                                                       |
| Heut' kommt der Hans nach Haus, freut sich die Lies'                                            | Heut' kommt der Hans                | zzz heutk       | zzz heutk              | 999 heutk       | 999 heutk       | 376             |      | Duits                                                                                       |
| Hey ho, to the greenwood now let us go, sing heave and ho                                       | Hey ho, to the greenwood            | zzz hey         | W. Byrd                | 999 hey         | 999 hey         | 355             |      | Engels                                                                                      |
| Hine ma tov                                                                                     | Hine ma tov                         | zzz hine        | zzz hine               | 999 hine        | 999 hine        | 345             |      | Hebreeuws (Zie hoe goed). Psalm 133:1.                                                      |
| Hm, hm, hm, hm, hm, hm, alleen wat gebrom                                                       | Alleen wat gebrom                   | zzz hm          | Harrington             | 313             | 291             | 999 hm          |      |                                                                                             |
| Hoe Henk ook schaatst, hij wordt niet nummer 1                                                  | Hoe Henk ook schaatst               | zzz hoeh        | W. Laws                | 999 hoeh        | 999 hoeh        | 356             |      | Op de melodie van: Great Tom is cast                                                        |
| Hola, niemand in huis, t' eten of te drinken                                                    | Hola, niemand in huis               | zzz hola        | zzz hola               | 999 hola        | 999 hola        | 364             |      |                                                                                             |
| Hoor nu toch eens dat gekakel van Dientje, Marie en Brigitte                                    | Hoor nu toch eens                   | zzz hoor        | zzz hoor               | 999 hoor        | 171             | 999 hoor        |      |                                                                                             |
| Hup een! hup twee! Laat ons dansen, laat ons zingen en springen                                 | Hup een, hup twee                   | zzz hup         | L. Cherubini           | 277             | 199             | 999 hup         |      |                                                                                             |
| IJdelheid der ijdelheden, / Alles is ijdelheid, ijdelheid                                       | IJdelheid der ijdelheden            | zzz ijdel       | Sweelinck              | 280             | 195             | 999 ijdel       |      | Prediker 1:1                                                                                |
| Ik ben klein, mijn hart is rein / Daar zal niemand mijn gast zijn                               | Ik ben klein                        | zzz ikben       | Spengel                | 999 ikben       | 335             | 999 ikben       |      |                                                                                             |
| Ik ging er eens spanceren al door die groene wei                                                | Ik ging er eens spanceren           | zzz ikgi        | Hauptmann              | 999 ikgi        | 125             | 999 ikgi        |      |                                                                                             |
| Ik meen het, ik met het / Ja, ja, ja, ja, ik meen het                                           | Ik meen het                         | zzz ikm         | Beethoven              | 999 ikm         | 288             | 999 ikm         |      |                                                                                             |
| Ik vraag je, ik vraag je: zing mij de C-toonladder voor                                         | Ik vraag je                         | zzz ikvr        | Ludwig van Beethoven   | 288             | 237             | 999 ikvr        |      |                                                                                             |
| Illumina oculos meos                                                                            | Illumina oculos meos                | zzz illum       | G.P. da Palestrina     | 999 illum       | 999 illum       | 354             |      | Latijn (Verlicht mijn ogen)                                                                 |
| Ingratitudo sequitur laborem nostrum                                                            | Ingratitudo                         | zzz ingra       | J. Steffens            | 999 ingra       | 999 ingra       | 361             |      | Latijn (Met ondank wordt ons werk beloond)                                                  |
| 't Is stille, still' allengskens, / 't Is avond weer aan 't worden                              | ’t Is stille allengskens            | zzz isstil      | Caldara                | 279             | 309             | 999 isstill     |      |                                                                                             |
| Jacob heeft een ladder, daar klimt hij langs omhoog                                             | Jacob heeft een ladder              | zzz jac         | H. van Koert           | 999 jac         | 999 jac         | 350             |      |                                                                                             |
| Jubilate Deo, omnis terra                                                                       | Jubilate Deo                        | zzz jub         | zzz jub                | 999 jub         | 999 jub         | 359             |      | Latijn (Juich voor God, heel de aarde)                                                      |
| Koekoek roept de koekoek, roept de koekoek in het bos                                           | Koekoek roept de koekoek            | zzz koek        | F. de Nijs             | 999 koek        | 999 koek        | 381             |      |                                                                                             |
| Kom mee naar buiten allemaal / Dan zoeken wij de wielewaal                                      | Kom mee naar buiten                 | zzz kommee      | Andries Hartsuiker     | 284             | 308             | 344             |      |                                                                                             |
| Kom mee, naar de bruisende, frissche zee, komt allen mee                                        | Kom mee naar de zee                 | zzz kommeen     | William Byrd           | 307             | 999 kommeen     | 999 kommeen     |      |                                                                                             |
| Kom toch en volg mij na / En zing met mij de canon dra                                          | Kom toch en volg mij na             | zzz komto       | zzz komto              | 285             | 211             | 999 komto       |      |                                                                                             |
| Kom, wil mij volgen                                                                             | Kom, wil mij volgen                 | zzz komw        | J. Hilton              | 999 komw        | 999 komw        | 365             |      |                                                                                             |
| Komt en laat ons dansen, springen / Komt en laat ons vrolijk zijn                               | Komt en laat ons dansen             | zzz komtx       | zzz komtx              | 282             | 219             | 384             |      |                                                                                             |
| Komt nu en zingt                                                                                | Komt nu en zingt                    | zzz komtz       | M. Praetorius          | 999 komtz       | 999 komtz       | 357             |      |                                                                                             |
| Laat alom musiceren met stem en instrument                                                      | Laat alom musiceren                 | zzz laata       | Cl. le Jeune           | 999 laata       | 999 laata       | 417             |      |                                                                                             |
| Laat ons zingen                                                                                 | Laat ons zingen                     | zzz laato       | A. Caldara             | 999 laato       | 999 laato       | 370             |      |                                                                                             |
| Lachend kommt der Sommer übers Feld                                                             | Lachend kommt der Sommer            | zzz lachk       | C. Bresgen             | 999 lachk       | 999 lachk       | 377             |      | Duits                                                                                       |
| Lachend, lachend, lachend, lachend tooit de lente bosch en veld                                 | Lachend tooit de lente              | zzz lachl       | Jo Kalmijn-Spierenburg | 299             | 297             | 999 lachl       |      |                                                                                             |
| Laudate Dominum de coelis                                                                       | Laudate Dominum                     | zzz lau         | zzz lau                | 999 lau         | 999 lau         | 360             |      | Latijn (Looft de Heer der hemelen)                                                          |
| Lente is weer in het land, koekoek zingt koekoe                                                 | Lente is weer in het land           | zzz lente       | zzz lente              | 999 lente       | 999 lente       | 414             |      | Op de melodie van Sumer is icumen in                                                        |
| Loman, Loman / Wees toch geen lauw man                                                          | Loman, Loman                        | zzz lom         | Beethoven              | 999 lom         | 39              | 999 lom         |      |                                                                                             |
| Looft Gods macht                                                                                | Looft Gods macht                    | zzz loof        | W.A. Mozart            | 999 loof        | 999 loof        | 423             |      |                                                                                             |
| Luister hoe de merel zingt, merel zingt                                                         | Luister hoe de merel zingt          | zzz lui         | F. de Nijs             | 999 lui         | 999 lui         | 382             |      |                                                                                             |
| Martin, lieber Herre, nun lass uns fröhlich sein                                                | Martin, lieber Herre                | zzz mart        | zzz mart               | 999 mart        | 999 mart        | 353             |      | Duits                                                                                       |
| Mijn leven lang wil ik al uwe werken prijzen                                                    | Mijn leven lang                     | zzz mijn        | M. Praetorius          | 999 mijn        | 999 mijn        | 418             |      | Op de melodie van Non moriar                                                                |
| Miserere mei / Domine                                                                           | mis                                 | zzz mis         | J.P. Sweelinck         | 270             | 316             | 396             |      | Latijn (Ontferm u over mij, Heer)                                                           |
| Mit günstlichem Herzen wünsch ich dir                                                           | Mit günstlichem Herzen              | zzz mit         | O. von Wolkenstein     | 999 mitg        | 999 mitg        | 336             |      | Duits                                                                                       |
| Mocht ik met een lied uw herte winnen                                                           | Mocht ik met een lied               | zzz moch        | Mozart                 | 309             | 117             | 999 moch        |      |                                                                                             |
| Neen, muziek van Cherubini is me veel te veel chromatisch                                       | Anti-Cherubinisme                   | zzz neenm       | Kuhlau                 | 310             | 292             | 999 neenm       |      |                                                                                             |
| Neen, neen, ik zeg niets, / ik zeg het je toch niet                                             | Neen, neen, ik zeg niets            | zzz neenn       | Martini                | 300             | 284             | 999 neenn       |      |                                                                                             |
| Nog vele jaren, ja, dat wensen wij                                                              | Nog vele jaren                      | zzz nog         | M. Hauptmann           | 999 nog         | 999 nog         | 406             |      |                                                                                             |
| Non moriar sed vivam et narrabo opera Domini                                                    | Non moriar                          | zzz nonmo       | M. Praetorius          | 999 nonmo       | 999 nonmo       | 418             |      | Latijn (Ik zal niet sterven, maar leven)                                                    |
| Non nobis, Domine, sed nomini tuo da gloriam                                                    | Non nobis, Domine                   | zzz nonno       | W. Byrd                | 999 nonno       | 337             | 424             |      | Latijn (Niet aan ons, Heer, maar aan Uw naam alle eer)                                      |
| Nu, nu, nu, nu, nu schall und sich zu                                                           | Nu, nu, nu, nu                      | zzz nunu        | M. Praetorius          | 999 nunu        | 999 nunu        | 357             |      | Duits                                                                                       |
| Nu zijt willekome, Here Christ                                                                  | Nu zijt willekome                   | zzz nuz         | W. Rein                | 999 nuz         | 999 nuz         | 408             |      | Kerstlied                                                                                   |
| O moeder, de vink is dood / Had je de vink te drinken gegeven                                   | O moeder, de vink is dood           | zzz omoe        | zzz omoe               | 999 omoe        | 999 omoe        | 421             |      |                                                                                             |
| O Nederland, weest nu verblijd / Verheugt u nu in deze tijd                                     | O Nederland, weest nu verblijd      | zzz oned        | zzz oned               | 999 oned        | 315             | 999 oned        |      |                                                                                             |
| O schone dag, als klam en kil de morgen grauwt                                                  | O schone dag                        | zzz osch        | zzz osch               | 999 osch        | 999 osch        | 342             |      |                                                                                             |
| O wilde en onvervalste pracht / Der blommen langs de watergracht                                | O wilde en onvervalste pracht       | zzz owil        | Sartorius              | 999 owil        | 313             | 999 owil        |      |                                                                                             |
| Ons is een Kind geboren / Kyrieleison                                                           | Ons is een Kind geboren             | zzz ons         | zzz ons                | 999 ons         | 59              | 999 ons         |      |                                                                                             |
| Ontwaak, ontwaak, de roep van de haan                                                           | Ontwaak, de roep van de haan        | zzz ontw        | J.J. Wachsmann         | 282             | 129             | 341             |      |                                                                                             |
| Op, slapers, wordt toch wakker! / De koekoek roept in 't bosch                                  | Wordt wakker                        | zzz opsl        | J.G. Ferrari           | 281             | 197             | 347             |      |                                                                                             |
| Over het water stormen de eenden                                                                | Over het water                      | zzz over        | H. van Koert           | 999 over        | 999 over        | 351             |      |                                                                                             |
| Pacem in terris, pacem in terris                                                                | Pacem in terris                     | zzz pac         | H. Lau                 | 999 pac         | 999 pac         | 413             |      | Latijn (Vrede op aarde)                                                                     |
| Pater noster, qui es in coelis                                                                  | Pater noster                        | zzz pat         | zzz pat                | 999 pat         | 91              | 339             |      | Latijn (Onze Vader)                                                                         |
| Pinta trahit pintam et sic per pintas                                                           | Pinta trahit pintam                 | zzz pint        | zzz pint               | 999 pint        | 999 pint        | 420             |      | Latijn (Van de ene pint komt de andere)                                                     |
| Prijst toch den dag, / Als kil de morgennevel grauwt                                            | Prijst toch                         | zzz prij        | zzz prij               | 286             | 999 prij        | 999 prij        |      |                                                                                             |
| Psallite Deo nostro / Psallite, Psallite                                                        | Psallite Deo nostro                 | zzz psa         | Martini                | 999 psa         | 27              | 999 psa         |      |                                                                                             |
| Rijmen gaat zoo goed! / Weet je, hoe het moet                                                   | Rijmen                              | zzz rijm        | Mandyczewski           | 290             | 299             | 999 rijm        |      |                                                                                             |
| Sanctus / Sanctus                                                                               | sanctus                             | zzz san         | C. non Papa            | 262             | 99              | 416             |      | Latijn                                                                                      |
| Signor Abate! io sono, io sono, io sono, ammalato                                               | signor                              | zzz sig         | L. van Beethoven       | 312             | 290             | 372             |      | Italiaans, Latijn en Duits (Eerwaarde, ik ben ziek)                                         |
| Sine Cerere et Baccho friget Venus                                                              | Sine Cerere et Baccho               | zzz sinec       | J.P. Sweelinck         | 999 sinec       | 999 sinec       | 395             |      | Latijn (Waar Ceres en Bacchus -brood en wijn- ontbreken, verkilt Venus -liefde-)            |
| Sine musica nulla vita                                                                          | Sine musica nulla vita              | zzz sinem       | K. Marx                | 999 sinem       | 999 sinem       | 409             |      | Latijn (Zonder muziek is er niet te leven)                                                  |
| Sinte Cecilia vloog naar Amerika                                                                | Sinte Cecilia                       | zzz sint        | H. van Koert           | 999 sint        | 999 sint        | 378             |      |                                                                                             |
| Sir Walter enjoying his Damsel one night                                                        | Sir Walter                          | zzz sir         | H. Purcell             | 999 sir         | 999 sir         | 368             |      | Engels                                                                                      |
| Sta op, mijn liefste, sta op mijn liefste en kom                                                | Sta op, mijn liefste                | zzz sta         | zzz sta                | 999 sta         | 121             | 999 sta         |      |                                                                                             |
| Stoelen te matten, oude stoelen te matten / Biezen of rieten                                    | Stoelen te matten                   | zzz stoe        | Ph. Hayes              | 303             | 295             | 367             |      |                                                                                             |
| Sù cantemo lalala, cosi l'ore ne passerà                                                        | Sù cantemo                          | zzz suc         | A. Caldara             | 999 suc         | 999 suc         | 370             |      | Italiaans (Vooruit, laten wij zingen, zo zullen de uren snel voorbijgaan)                   |
| Sumer is icumen in, lhude sing cucu                                                             | Sumer is icumen in                  | zzz sum         | zzz sum                | 999 sum         | 999 sum         | 414             |      | Middelengels                                                                                |
| Surrexit Christus hodie / Alleluja, alleluja                                                    | Surrexit Christus                   | zzz sur         | Sartorius              | 999 sur         | 97              | 358             |      | Latijn (Christus is vandaag opgestaan). In 19e druk (1977) met muziek van A. Gumpelzhaimer. |
| Suze Naanje, ik waige die / Wasttoe wat grooter din sluig ik die                                | Suze Naanje                         | zzz suz         | zzz suz                | 275             | 311             | 343             |      |                                                                                             |
| Ta ta ta ta ta ta ta, / beste, goeie Mälzel                                                     | Metronoom                           | zzz tata        | Ludwig van Beethoven   | 294             | 303             | 999 tata        |      |                                                                                             |
| Tanz, Kindlein, tanz / Die Schuhe sinds noch ganz                                               | Tanz, Kindlein, tanz                | zzz tanz        | H. Bornefeld           | 999 tanz        | 999 tanz        | 348             |      | Duits                                                                                       |
| Three blind mice, Dame Julian                                                                   | Three blind mice                    | zzz thre        | zzz thre               | 999 thre        | 999 thre        | 369             |      | Engels                                                                                      |
| Tod ist ein langer Schlaf, Schlaf is ein kurzer Tod                                             | Tod ist ein langer Schlaf           | zzz tod         | J. Haydn               | 999 tod         | 999 tod         | 404             |      | Duits                                                                                       |
| Ubi sunt gaudia / Waar de engelen zingen nova cantica                                           | Ubi sunt gaudia                     | zzz ubi         | Ph. Hayes              | 999 ubi         | 61              | 422             |      | Latijn en Nederlands (Waar heerst de vreugde)                                               |
| Uit angst en nood stijgt mijn gebed                                                             | Uit angst en nood                   | zzz uit         | M. Agricola            | 999 uit         | 999 uit         | 340             |      |                                                                                             |
| Under this stone lies Gabriel John                                                              | Under this stone                    | zzz un          | H. Purcell             | 999 un          | 999 un          | 366             |      | Engels                                                                                      |
| Vanitas vanitatum et omnia vanitas                                                              | Vanitas vanitatum                   | zzz vani        | J.P. Sweelinck         | 999 vani        | 999 vani        | 398             |      | Latijn (IJl en ijdel, alles is ijdel)                                                       |
| Vanitas vanitatum                                                                               | Vanitas vanitatum                   | zzz vaniv       | J.P. Sweelinck         | 999 vaniv       | 999 vaniv       | 399             |      | Variant van melodie                                                                         |
| Verheugt u, o Sion, verheugt u, o Sion                                                          | Verheugt u                          | zzz verh        | zzz verh               | 999 verh        | 331             | 999 verh        |      |                                                                                             |
| Viva, viva la musica / Viva, viva la musica                                                     | Viva la musica                      | zzz vivala      | M. Praetorius          | 999 vivala      | 217             | 356             |      | Italiaans                                                                                   |
| Viva viva la musica                                                                             | vivavz                              | zzz vivavi      | J. Schouten            | 287             | 999 vivavz      | 410             |      | Italiaans                                                                                   |
| Vriend ... is een brave man, / Die leert ons alles wat hij kan                                  | Vriend ... is een brave man         | zzz vrie        | A. Mendelssohn         | 298             | 298             | 999 vrie        |      |                                                                                             |
| Vroolijk springen wij, hahaha                                                                   | Vroolijk springen wij               | zzz vro         | A. Caldara             | 289             | 213             | 999 vro         |      |                                                                                             |
| Waar ik ga, waar ik sta / komt de echo achterna                                                 | Waar ik ga                          | zzz waarik      | Br. Leontinus          | 999 waarik      | 999 waarik      | 347             |      |                                                                                             |
| Waarom moet de haan, / Altijd vroeg opstaan                                                     | Waarom moet de haan                 | zzz waarom      | Tiggers                | 291             | 306             | 999 waarom      |      |                                                                                             |
| Wacht auf, wacht auf, es krähte der Hahn                                                        | Wacht auf, es krähte der Hahn       | zzz wach        | zzz wach               | 999 wach        | 999 wach        | 341             |      | Duits                                                                                       |
| Wat wordt die wereld van ons allen op den duur                                                  | Wat wordt die wereld                | zzz watw        | J.J. Wachsmann         | 999 watw        | 999 watw        | 341             |      |                                                                                             |
| Wie meent te staan, zie toe dat hij niet valt                                                   | Wie meent te staan                  | zzz wiem        | A. Gumpelzhaimer       | 999 wiem        | 999 wiem        | 393             |      | Op de melodie van Fides est animae vita                                                     |
| Wie weet waar Willem woont? Wie weet waar Willem Wouters woont                                  | Wie weet waar Willem woont          | zzz wiew        | F. de Nijs             | 999 wiew        | 999 wiew        | 383             |      |                                                                                             |
| Wi-Jhuda leolam te shev                                                                         | Wi-Jhuda leolam                     | zzz wijh        | zzz wijh               | 999 wijh        | 999 wijh        | 346             |      | Hebreeuws (Maar Juda blijft altijd bewoond). Joël 4:20.                                     |
| 't Wil zomer zijn / De winter heeft getraagd te lange stonden                                   | ’t Wil zomer zijn                   | zzz wilz        | zzz wilz               | 999 wilz        | 293             | 999 wilz        |      |                                                                                             |
| Wo der perlende Wein im Glase blinkt                                                            | Wo der perlende Wein                | zzz wo          | W.A. Mozart            | 999 wo          | 999 wo          | 423             |      | Duits                                                                                       |
| Zalig hij, die slechts op God vertrouwt en die blijft werken                                    | Zalig hij                           | zzz zalig       | Sweelinck              | 265             | 57              | 999 zalig       |      |                                                                                             |
| Zeg, luister toch! laat ieder zwijgen / Ik wil nu juist mijn naam gaan schrijven                | Zeg, luister toch                   | zzz zeg         | Joseph Haydn           | 301             | 301             | 999 zeg         |      |                                                                                             |
| Zie de lente, lente komt in 't land                                                             | Zie de lente                        | zzz ziede       | Br. Leontinus          | 999 ziede       | 999 ziede       | 379             |      |                                                                                             |
| Ziet, Ik ben bij u tot aan het einde der dagen                                                  | Ziet, Ik ben bij u                  | zzz ziet        | Bernhard               | 999 ziet        | 327             | 999 ziet        |      | Mattheus 28                                                                                 |
| Zingt een loflied God den Heer / En wilt Hem prijzen                                            | Zingt een loflied                   | zzz zing        | Praetorius             | 264             | 103             | 999 zing        |      |                                                                                             |
| Zomer is 't in bosch en velden, koekoek roept in 't hout                                        | Zomer is 't in bosch en velden      | zzz zom         | zzz zom                | 274             | 310             | 999 zom         |      |                                                                                             |
| Zonder Ceres en zonder Bacchus / kan Venus zelfs niet leven                                     | Zonder Ceres en zonder Bacchus      | zzz zond        | Sweelinck              | 273             | 201             | 999 zond        |      |                                                                                             |